# 24. Januar
Der 24. Januar (auch 24. Jänner) ist der 24. Tag des gregorianischen Kalenders, somit bleiben 341 Tage (in Schaltjahren 342 Tage) bis zum Jahresende.

## Ereignisse

### Politik und Weltgeschehen
- 0041: Der römische Kaiser Caligula wird zusammen mit seiner Ehefrau Milonia Caesonia und seiner Tochter Iulia Drusilla von der Prätorianergarde ermordet. Am gleichen Tag wird sein Onkel Claudius zu seinem Nachfolger ausgerufen.
- 1076: Der römisch-deutsche König Heinrich IV. erklärt im Zuge des Investiturstreits auf dem Hoftag zu Worms Papst Gregor VII. für abgesetzt, woraufhin dieser ihn drei Wochen später mit dem Kirchenbann belegt.
- 1336: Durch den Tod seines Vaters Alfons IV. wird Peter IV. König von Aragonien.
- 1458: Der ungarische Reichstag wählt Matthias Corvinus zum König von Ungarn.
- 1479: Der venezianische Doge Giovanni Mocenigo schließt Frieden mit dem osmanischen Sultan Mehmed II. Die Republik Venedig muss auf die Argolis, Negroponte, Skutari und Lemnos verzichten und darüber hinaus jedes Jahr 10.000 Golddukaten Tribut zahlen.

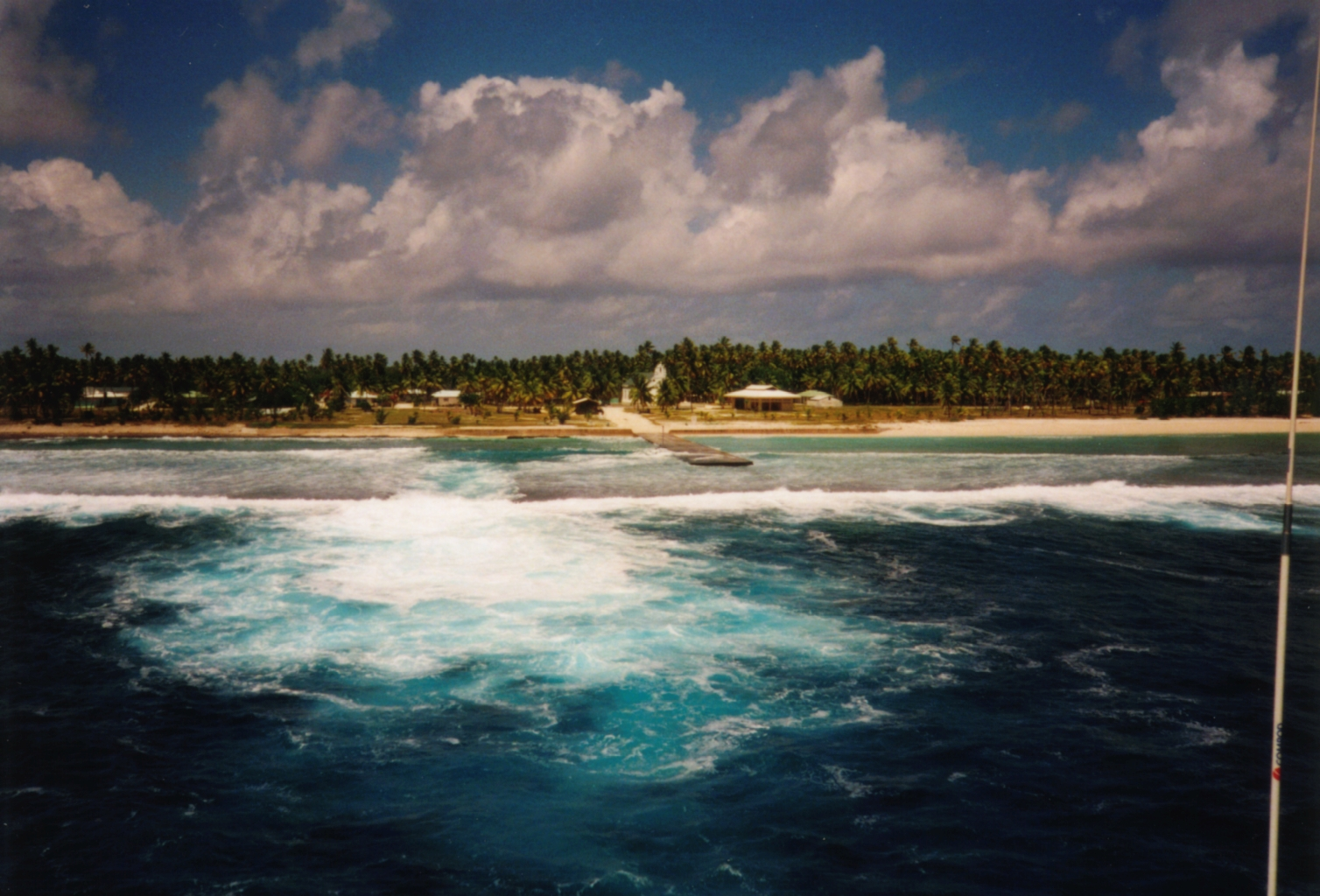
1521: Puka-Puka, Tuamotu-Archipel

- 1521: Ferdinand Magellan erreicht auf seiner Weltumrundung die Insel Puka-Puka in Polynesien.
- 1600: Der holländische Seefahrer Sebald de Weert erreicht die Falklandinseln und gibt ihnen den Namen Sebald Eilands, ein Name, der bis ins 19. Jahrhundert auf Seekarten Verwendung findet.

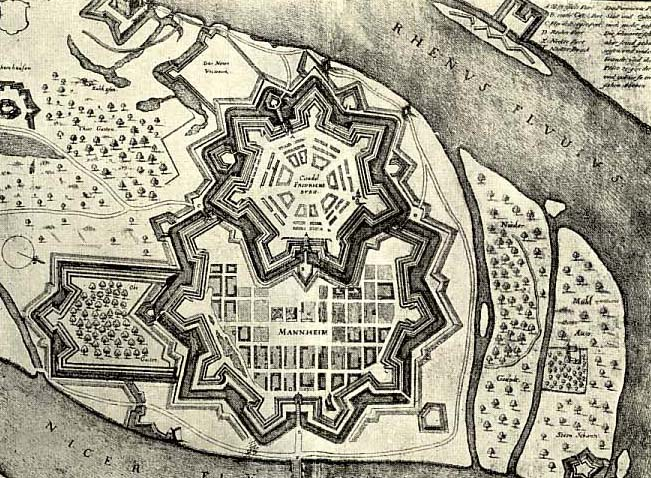
1607: Rheinschanze und Zitadelle Mannheim

- 1607: Nach der Errichtung der Mannheimer Rheinschanze und der Festung Friedrichsburg werden der damit verbundenen neu ausgebauten „Quadratestadt“ Mannheim von Kurfürst Friedrich IV. von der Pfalz die Stadtprivilegien verliehen.
- 1634: Kaiser Ferdinand II. entlässt Wallenstein als Kommandeur der kaiserlichen Truppen im Dreißigjährigen Krieg, nachdem dieser in Verdacht geraten ist, einen Putsch zu planen.
- 1656: In der Ersten Schlacht von Villmergen in der Alten Eidgenossenschaft besiegt die Streitmacht der katholischen Orte die Truppen der reformierten Orte.
- 1742: Kurfürst Karl I. Albrecht von Bayern wird nach beinahe zweijährigem Interregnum in Frankfurt am Main als Karl VII. zum Kaiser gewählt. Er ist der erste nicht aus dem Haus Habsburg stammende Kaiser des Heiligen Römischen Reichs seit 1438.
- 1772: Marc-Joseph Marion du Fresne entdeckt im südlichen Indischen Ozean die Crozetinseln, die er nach seinem Schiffsoffizier Jules Crozet benennt und für Frankreich in Besitz nimmt.
- 1798: Die Révolution vaudoise ist der Auftakt für die Unabhängigkeit des Kantons Waadt von Bern.
- 1900: Obwohl sie sich bereits auf dem Rückzug befindet, besiegt eine demoralisierte Buren-Armee im Zweiten Burenkrieg in der Kapkolonie die gleichfalls demoralisierten Briten, die in Unkenntnis der Lage in der Schlacht von Spion Kop ebenfalls abgezogen sind.

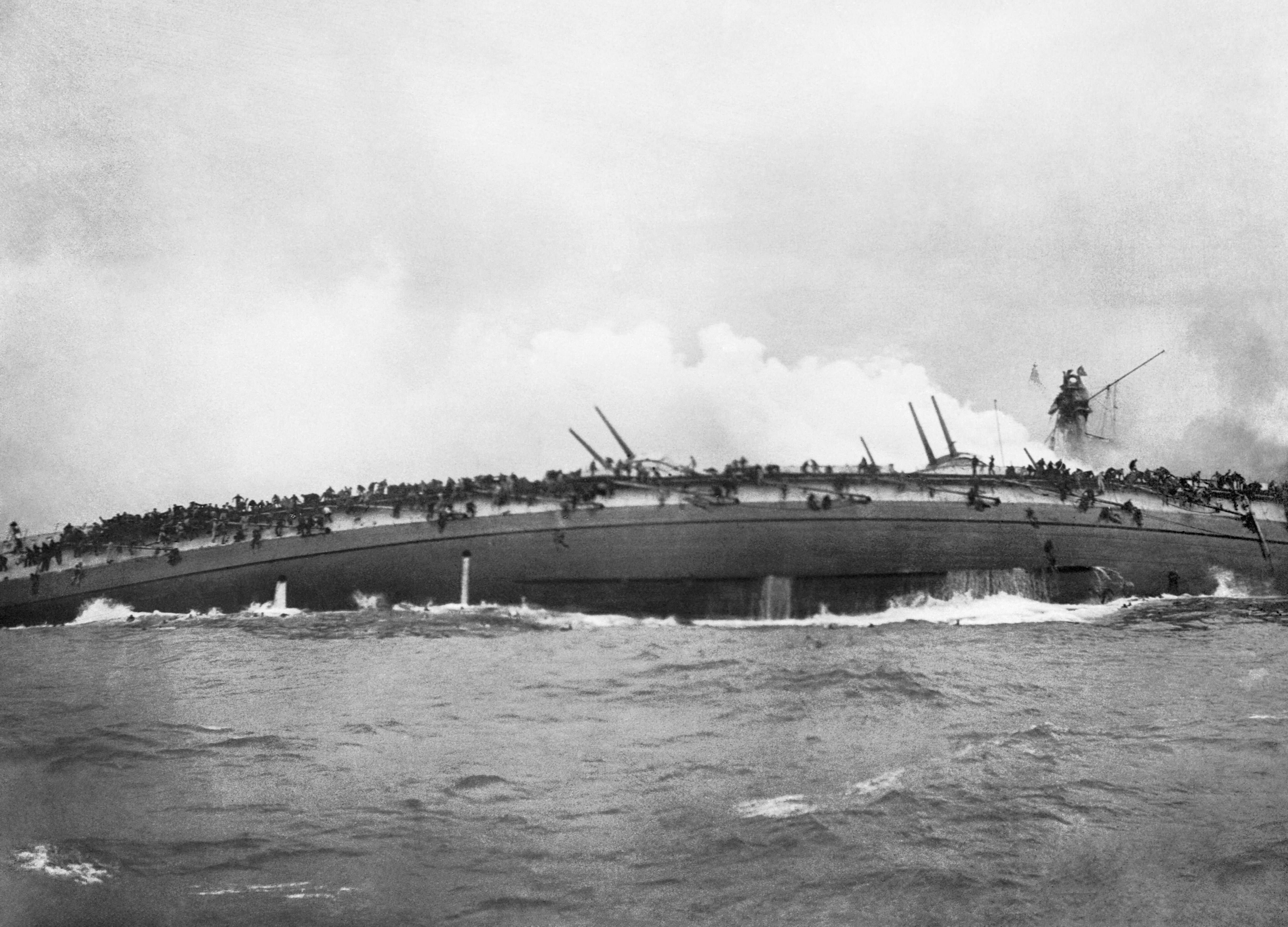
1915: Untergang der Blücher

- 1915: Im Gefecht auf der Doggerbank im Ersten Weltkrieg zwischen der deutschen Marine und der Royal Navy sinkt der deutsche Panzerkreuzer Blücher.
- 1916: Oskar von Niedermayer und Werner Otto von Hentig gelingt es, mit dem Emir Habibullah Khan einen Freundschaftsvertrag zwischen dem Deutschen Kaiserreich und Afghanistan zu unterzeichnen. Das eigentliche Ziel der Niedermayer-Hentig-Expedition, den Eintritt Afghanistans in den Ersten Weltkrieg aufseiten der Mittelmächte, erreichen sie jedoch nicht.
- 1942: Bei der Seeschlacht vor Balikpapan im Pazifikkrieg erringt die neu gegründete ABDA-Flotte der Alliierten unter dem Kommando der ABDACOM zwar einen taktischen Sieg gegen Japan, kann dessen Expansion in Südostasien allerdings nicht aufhalten.
- 1950: Das Politbüro der Sozialistischen Einheitspartei Deutschlands beschließt die Bildung eines Ministeriums für Staatssicherheit in der DDR. Am 8. Februar bestätigt die Volkskammer der DDR diesen Beschluss einstimmig.
- 1952: In Deutschland tritt das Gesetz zum Schutz der erwerbstätigen Mütter  in Kraft, das werdende und stillende Mütter vor ungesunder Beschäftigung schützen soll.
- 1962: 28 Männern, Frauen und Kindern in der DDR gelingt die Flucht durch einen Tunnel nach West-Berlin.
- 1962: Die Volkskammer beschließt die Einführung der allgemeinen Wehrpflicht in der DDR einschließlich Ost-Berlins.
- 1972: Im Dschungel von Guam wird der japanische Soldat Yokoi Shōichi gefunden, der dort seit der Ankunft der Amerikaner unter General Douglas MacArthur am 10. August 1944 in einer Höhle gelebt hat.
- 1977: In Madrid dringt zur Zeit der Transition in Spanien ein bewaffnetes Kommando der Alianza Apostólica Anticomunista in Tötungsabsicht in ein gewerkschaftsnahes Anwaltsbüro ein. Das Blutbad von Atocha kostet fünf Menschenleben, vier Personen werden angeschossen.
- 2004: Florian Gerster, der Chef der deutschen Bundesagentur für Arbeit wird wegen des Vorwurfs der Bestechlichkeit aus seinem Amt entlassen.
- 2006: Der Emir von Kuwait, Sa'ad al-Abdallah as-Salim as-Sabah, wird nach 10 Tagen wegen einer Krebserkrankung vom kuwaitischen Parlament seines Amtes enthoben. Nachfolger wird sein Cousin 2. Grades Sabah al-Ahmad al-Dschabir as-Sabah.
- 2011: Bei einem tschetschenischen Terroranschlag am Flughafen Moskau-Domodedowo sterben durch einen Selbstmordattentäter 36 Menschen, 152 werden von der Explosion verletzt.

### Wirtschaft

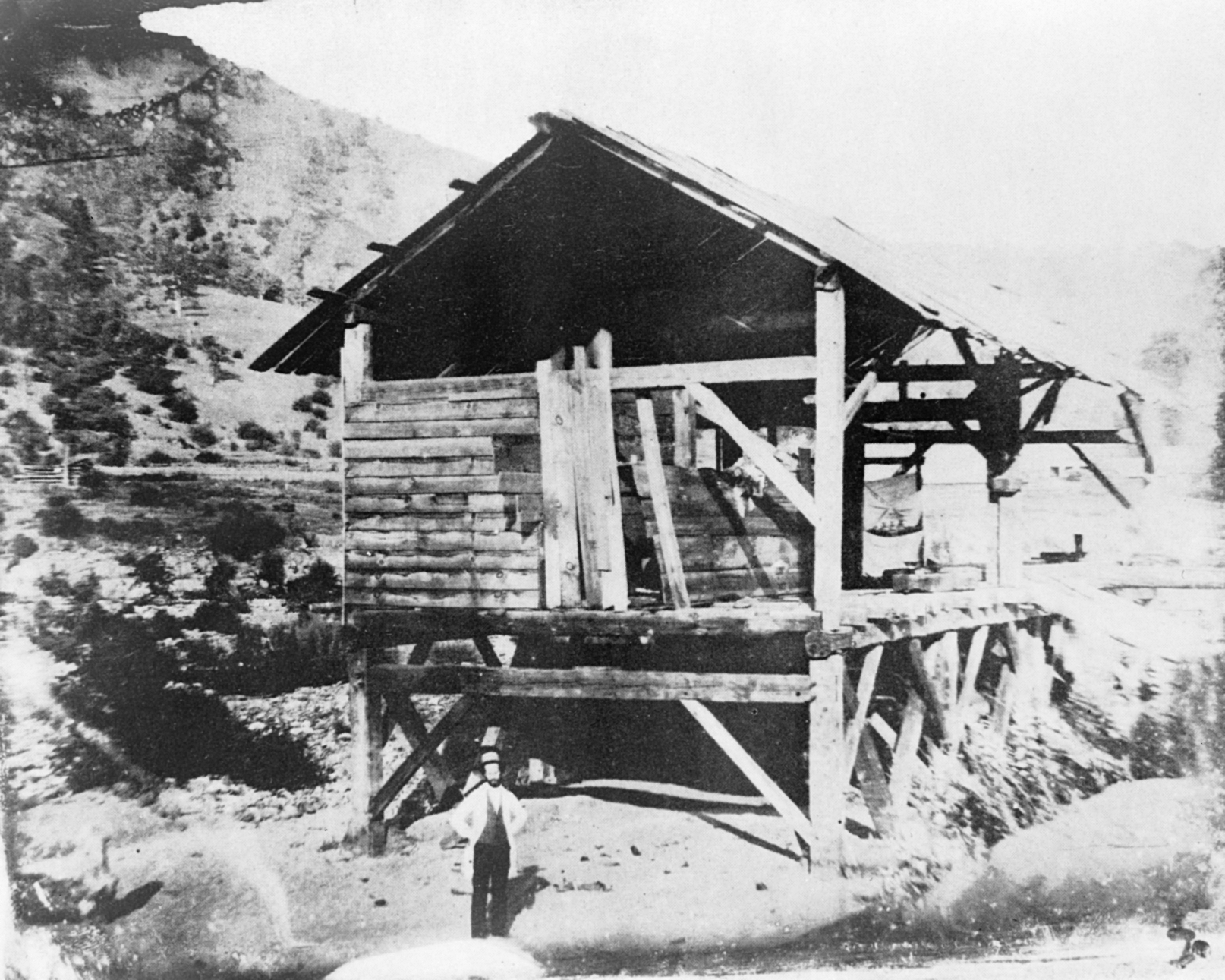
1848: Sutter’s Mill

- 1848: Ein von James W. Marshall nahe Sutter’s Mill gefundenes Nugget führt zu einem Ansturm von Glücksrittern. Mit diesem Fund wird der Kalifornische Goldrausch ausgelöst.
- 1857: Im Wiener Münzvertrag wird der Vereinstaler im Kaisertum Österreich und den meisten Staaten des Deutschen Zollvereins als gemeinsame Kurantmünze eingeführt. Als österreichische Währung existiert der in 100 Kreuzer eingeteilte Gulden. In den Ländern des Deutschen Zollvereins werden die Dukaten abgeschafft.
- 1860: Der Franzose Étienne Lenoir erhält ein Patent auf den von ihm entwickelten Gasmotor.
- 1924: Das Walchenseekraftwerk liefert den ersten Strom in das Netz des Bayernwerks.
- 1935: In den Vereinigten Staaten kommt nach einer vorausgegangenen Testphase das erste Dosenbier, abgefüllt von der Brauerei Gottfried Krueger Brewery Company, in den Handel.
- 1945: In der von den Alliierten eingenommenen Stadt Aachen erscheint mit den Aachener Nachrichten bereits vor Ende des Zweiten Weltkriegs die erste deutsche Nachkriegszeitung.

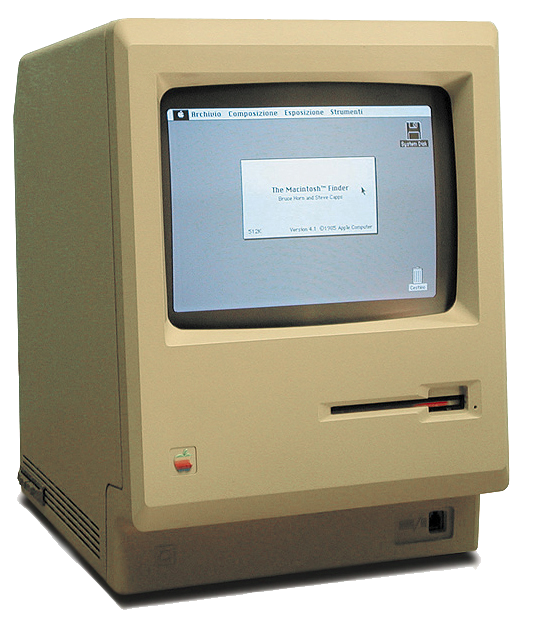
1984: Macintosh 128

- 1984: Der erste Apple Macintosh, der Macintosh 128, wird der Öffentlichkeit vorgestellt.
- 1996: In den USA wird das synthetische Fett Olestra von der Food and Drug Administration zur Verwendung in Snacks zugelassen.
- 2000: Der deutsche Nachrichtensender N24 der ProSiebenSat.1 Media nimmt den Sendebetrieb auf.
- 2006: Die Walt Disney Company gibt bekannt, dass sie für 7,4 Milliarden US-Dollar die Pixar Animation Studios erwerben werde.
- 2008: Die französische Großbank Société Générale gibt bekannt, dass sie einen Verlust von 4,9 Mrd. Euro nach nicht autorisierten Futuresgeschäften des Mitarbeiters Jérôme Kerviel zu verzeichnen habe. Damit wird der bislang größte durch einen einzelnen Händler verursachte Schaden für eine Bank veröffentlicht.

### Wissenschaft und Technik
- 1857: In Kalkutta, dem heutigen Kolkata in Indien wird die University of Calcutta gegründet, die erste moderne Universität des indischen Subkontinents.
- 1913: Der Schweizer Oskar Bider überfliegt in einer Blériot XI als erster Mensch die Pyrenäen.
- 1945: In Peenemünde-West wird eine geflügelte Version der A4/V2-Rakete, die A4b, entwickelt in der Heeresversuchsanstalt in Peenemünde, erstmals erfolgreich gestartet. Sie soll die doppelte Reichweite der A4 erreichen, stürzt allerdings wegen eines Flügelbruchs vorzeitig ab. Es kommt zu keinem weiteren Start dieses Flugkörpers mehr.

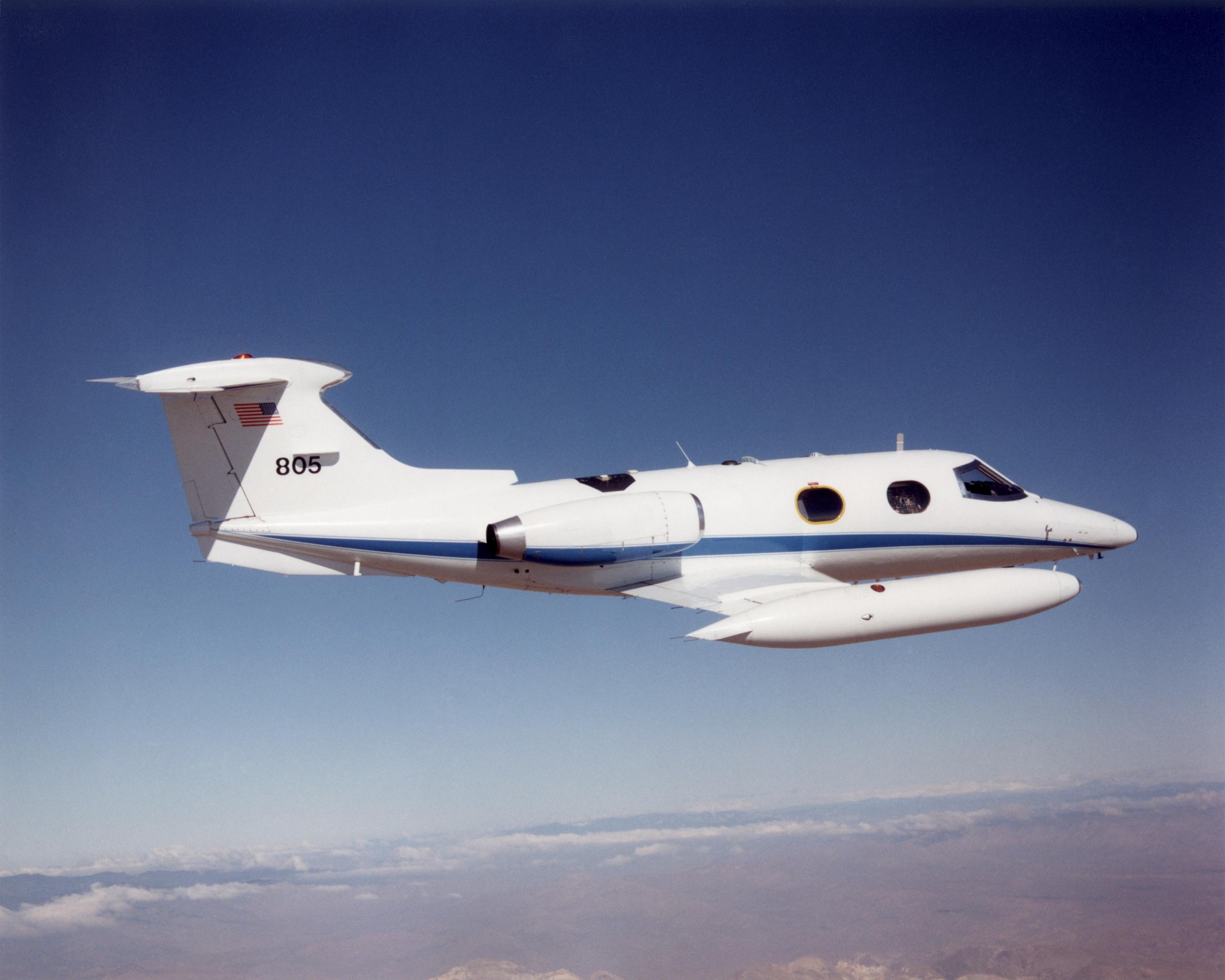
1966: Learjet 24

- 1966: Der Learjet 24, ein Geschäftsreiseflugzeug in Tiefdeckerauslegung, absolviert seinen Erstflug.

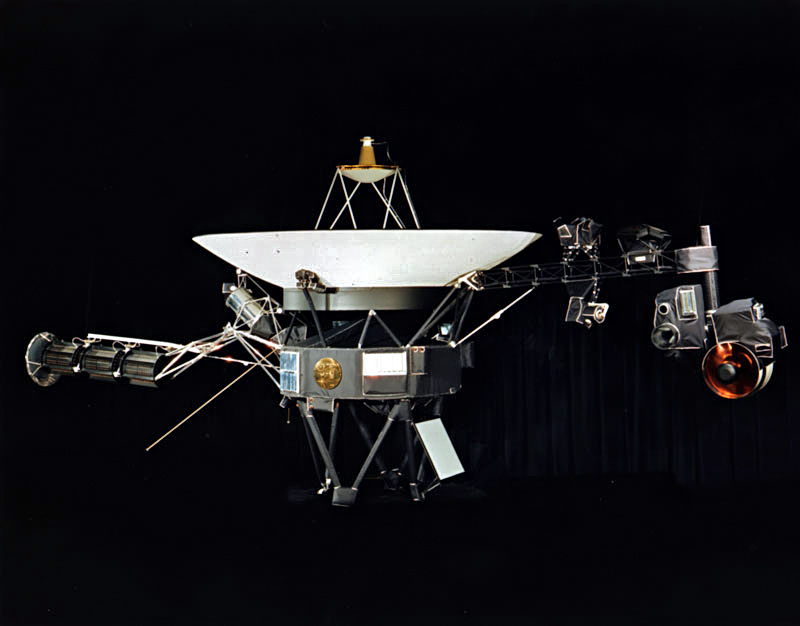
1986: Voyager 2

- 1986: Die Raumsonde Voyager 2 passiert den Uranus und entdeckt dabei zwei weitere Ringe des Planeten.
- 1990: Die japanische Raumsonde Hiten wird mit einer Mu-3S2-Trägerrakete in eine Umlaufbahn um die Erde gestartet. Später wird diese zum Mond gelangen.

### Kultur
- 1639: In Venedig findet die Uraufführung der Oper Le nozze di Teti e di Peleo von Francesco Cavalli statt.
- 1809: Carl Friedrich Zelter gründet in Berlin die erste deutsche Liedertafel.
- 1835: Am Théâtre-Italien in Paris erfolgt die Uraufführung der Oper I puritani (Die Puritaner) von Vincenzo Bellini mit dem Libretto von Carlo Pepoli nach der Komödie Têtes rondes et cavaliers, die ihrerseits auf Walter Scotts Roman Old Mortality beruht.
- 1906: Im Bolschoi-Theater in Moskau wird die Oper Francesca da Rimini von Sergei Wassiljewitsch Rachmaninow uraufgeführt.
- 1940: Der Spielfilm Früchte des Zorns von John Ford nach dem gleichnamigen Roman von John Steinbeck, in dem das Schicksal der „Okies“ behandelt wird, hat in New York City seine Uraufführung. Die Hauptrollen spielen Henry Fonda, Jane Darwell und John Carradine.
- 1946: In New York wird die Sinfonie in drei Sätzen von Igor Strawinsky uraufgeführt.
- 1954: Erstausstrahlung des Hörspiels Under Milk Wood von Dylan Thomas (Regie Douglas Cleverdon) durch den britischen Radiosender BBC 3. Das Werk avancierte schnell zum berühmtesten Hörspiel der Rundfunkgeschichte. Die deutsche Ursendung erfolgte am 20. September desselben Jahres durch den NWDR Hamburg unter dem Titel Unter dem Milchwald. Die Regie führte Fritz Schröder-Jahn.
- 1962: Brian Epstein übernimmt mit einem Fünfjahresvertrag das Management der Beatles.
- 1975: Genesis spielen das komplette Konzeptalbum The Lamb Lies Down on Broadway live in Los Angeles und veröffentlichen es später in der 4-CD-Box Archive I – 1967–1975.
- 1975: Der Jazz-Pianist Keith Jarrett improvisiert live und unter widrigsten Umständen sein heute weltberühmtes Köln Concert in der Kölner Oper.

### Religion
- 1118: Johannes von Gaeta wird als Nachfolger des verstorbenen Paschalis II. zum Papst gewählt und nimmt den Namen Gelasius II. an. Der gebannte Kaiser Heinrich V., der in diese Wahl nicht einbezogen worden ist, eilt daraufhin umgehend nach Rom.
- 1955: Einen Tag nach seinem Ausschluss aus der Neuapostolischen Kirche gründet Peter Kuhlen die Apostolische Gemeinschaft in Düsseldorf.

### Katastrophen

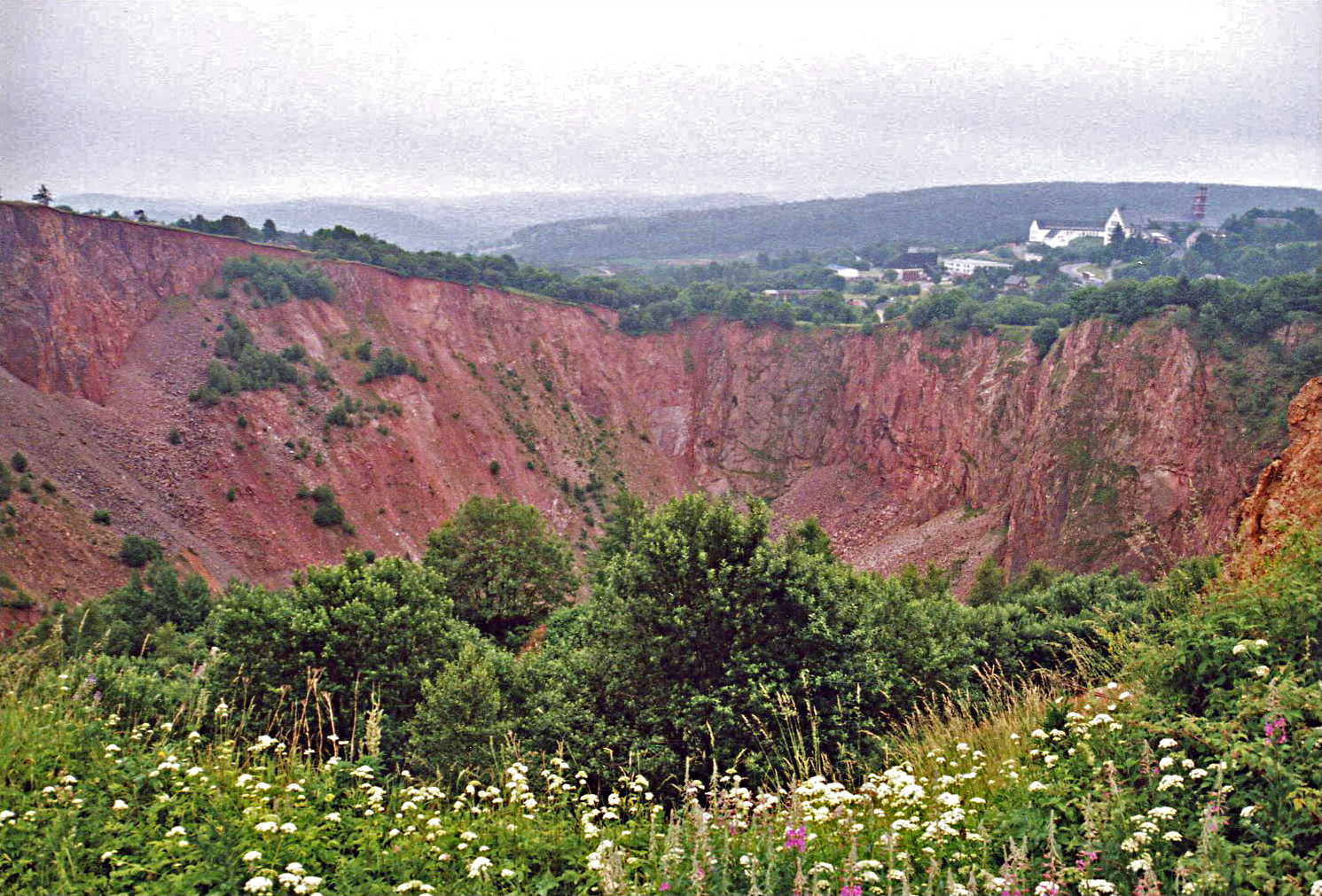
1620: Pinge in Altenberg (Erzgebirge)

- 1620: Im erzgebirgischen Altenberg kommt es zum umfangreichsten Pingenbruch im deutschen Bergbau. Einbrechendes Gestein zerstört 36 Zinnerzgruben.
- 1966: In den Alpen kommen sämtliche 117 Insassen einer Boeing 707 der Air India ums Leben, als die Maschine an einem Felsmassiv des Mont Blanc zerschellt.
- 1976: Ein Erdbeben bei Muradiye in der Türkei fordert rund 3.850 Tote.

Kleinere Unglücksfälle sind in den Unterartikeln von Katastrophe und in der Liste von Katastrophen aufgeführt.

### Sport
- 1954: In Buenos Aires wird das erste 1000-km-Rennen auf dem Autódromo Juan y Oscar Alfredo Gálvez gestartet. Es war zugleich der erste Wertungslauf für die neu geschaffene Sportwagen-Weltmeisterschaft.
- 2022: Bei einer Massenpanik in  Yaoundé vor einem Fußballspiel des Afrika-Cups kommen acht Menschen ums Leben.

Einträge von Leichtathletik-Weltrekorden befinden sich unter der jeweiligen Disziplin unter Leichtathletik.

## Geboren

### Vor dem 18. Jahrhundert

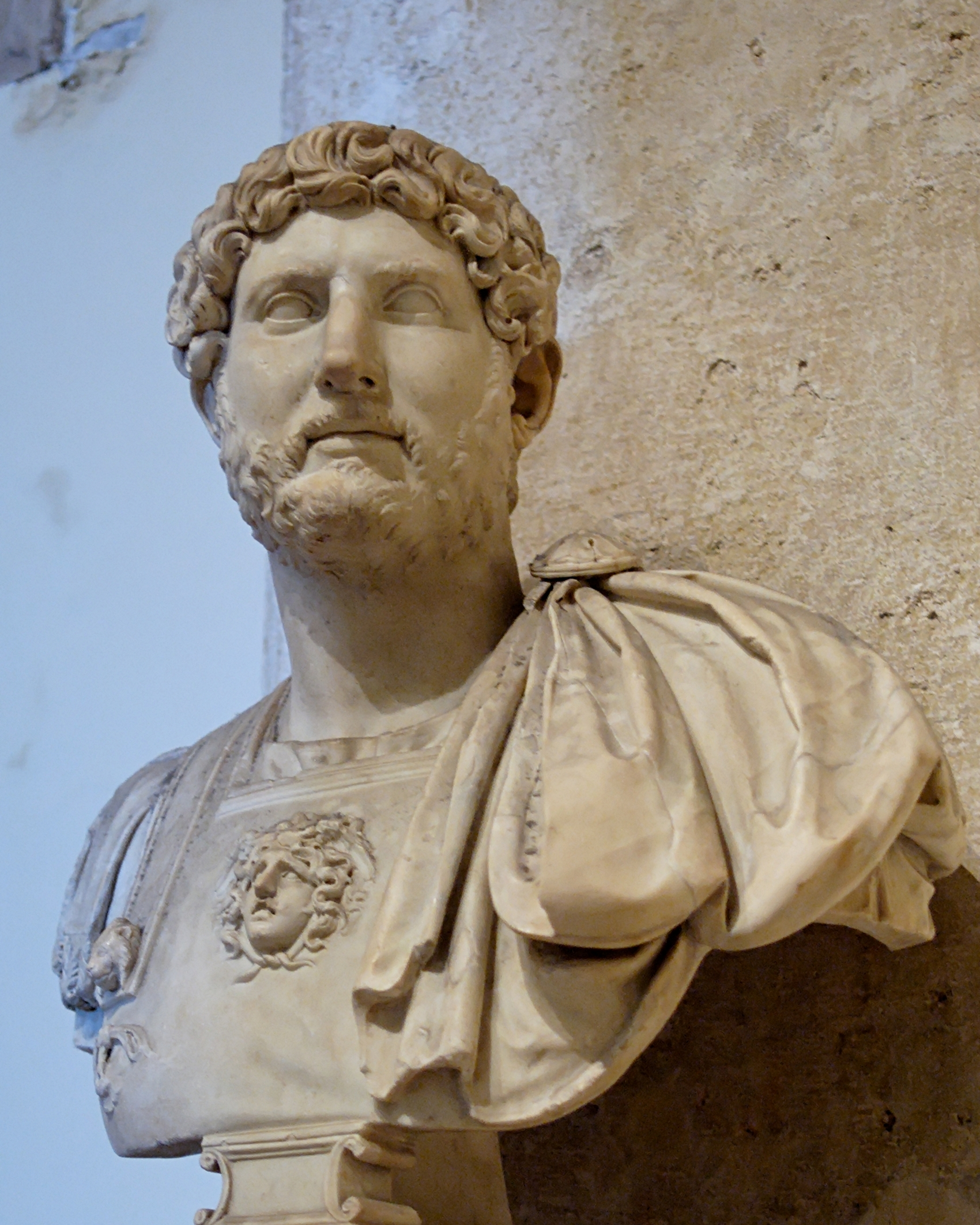
Hadrian (* 76)

- 0076: Hadrian, römischer Kaiser, Förderer bedeutender Bauwerke (Hadrianswall)
- 1287: Richard Aungerville, Bischof von Durham und Lordkanzler
- 1444: Galeazzo Maria Sforza, Herzog von Mailand
- 1466: Jan Šlechta ze Všehrd, tschechischer Humanist, Philosoph und Diplomat
- 1501: Jakob Milich, deutscher Mathematiker und Mediziner
- 1524: Johann Latomus, deutscher Kanoniker und Chronist
- 1534: Setthathirath, König von Lan Xang und Lan Na im heutigen Laos, Nordost- und Nord-Thailand
- 1544: Gillis van Coninxloo, flämischer Maler
- 1547: Johanna von Österreich, österreichische Renaissancefürstin
- 1573: Sigmund Adam von Traun, österreichischer Adeliger, Obersthofmeister und Hofkammerpräsident, Landmarschall und General-Landoberster
- 1579: Joachim Ulrich von Neuhaus, Burggraf von Karlstein
- 1585: Anna Maria zu Solms-Sonnenwalde, Gräfin von Hohenlohe-Langenburg
- 1614: Timotheus Ritzsch, deutscher Buchdrucker; Buchhändler und Herausgeber der ersten deutschen Tageszeitung
- 1616: Agnes Cirksena, ostfriesische Prinzessin
- 1634: Paolo Amato, italienischer Architekt
- 1635: Rudolf Capell, deutscher Pädagoge, Historiker und Philologe
- 1652: Nicolas Chalon du Blé, französischer Militär, Diplomat und Außenminister
- 1670: William Congreve, englischer Dramatiker und Dichter
- 1672: Albrecht Friedrich, kurbrandenburgisch-preußischer Generalleutnant und Herrenmeister des Johanniterordens
- 1679: Christian Wolff, deutscher Universalgelehrter und Philosoph
- 1680: Hyacinth Petit, deutscher Weihbischof
- 1684: Karl Alexander, Herzog von Württemberg

### 18. Jahrhundert
- 1702: Friederike Henriette von Anhalt-Bernburg, Fürstin von Anhalt-Köthen
- 1705: Farinelli, italienischer Sänger (Kastrat)
- 1706: Rudolph Chotek von Chotkow, Oberster Kanzler der Vereinigten Hofkanzlei in Wien
- 1709: François Dom Bédos de Celles, französischer Benediktiner, Orgelbauer und Verfasser von Fachliteratur
- 1710: Karl Joseph Riepp, deutscher Orgelbauer

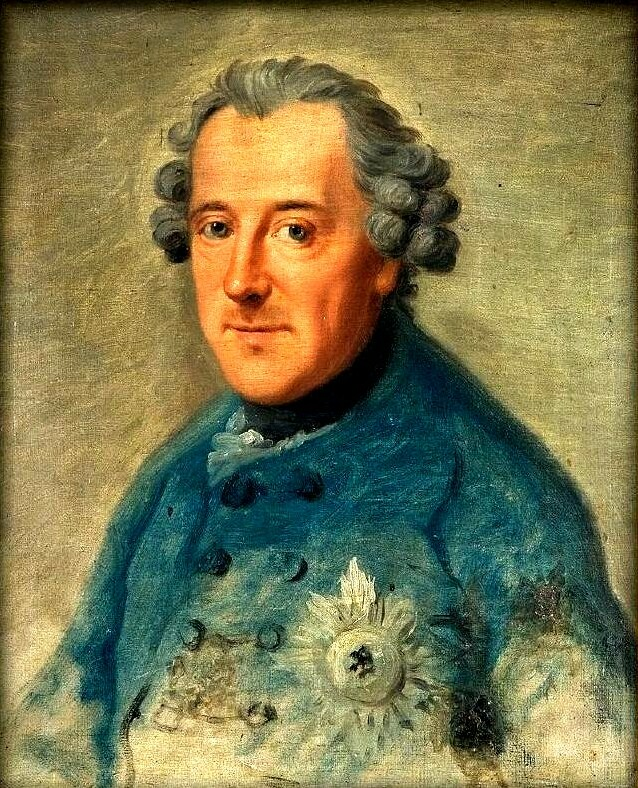
Friedrich II., der Große (* 1712)

- 1712: Friedrich II., der Große, König in und von Preußen, Kurfürst von Brandenburg
- 1712: Georg Friedrich Schmidt, deutscher Kupferstecher, Radierer und Maler
- 1717: Antonio María de Bucareli y Ursúa, spanischer Offizier, Kolonialverwalter und Vizekönig von Neuspanien
- 1719: Bernd Jakob von Arnim, preußischer Beamter und Numismatiker
- 1719: Heinrich Otto Duysing, deutscher evangelischer Theologe und Hochschullehrer
- 1722: Johanna Sophia Kettner, österreichische Soldatin
- 1724: Sophie von Braunschweig-Wolfenbüttel, Herzogin von Sachsen-Coburg-Saalfeld
- 1725: Heinrich XXVI. Reuß zu Ebersdorf, deutscher Diplomat und Historiker
- 1732: Pierre Augustin Caron de Beaumarchais, französischer Dramatiker
- 1733: Benjamin Lincoln, US-amerikanischer General
- 1736: Nicolai Jacob Wilse, norwegischer Naturwissenschaftler
- 1737: Anna Christina Ehrenfried von Balthasar, deutsche Akademikerin
- 1738: Jean-Nicolas Houchard, französischer Général de division
- 1746: Gustav III., König von Schweden
- 1749: Charles James Fox, britischer Staatsmann und Redner
- 1760: Friederike Bethmann-Unzelmann, deutsche Schauspielerin und Sängerin
- 1761: Johann Christian Reinhart, deutscher Maler, Zeichner und Radierer
- 1763: Alexandre Andrault de Langeron, russischer General, Gouverneur der Krim und Generalgouverneur von Neurussland
- 1768: Friedrich Erhard von Röder, preußischer General
- 1776: Wilhelmine Halberstadt, deutsche Pädagogin und Schriftstellerin
- 1776: E. T. A. Hoffmann, deutscher Schriftsteller, Jurist und Komponist, Kapellmeister und Musikkritiker, Zeichner und Karikaturist
- 1778: Charles Ferdinand d’Artois, jüngerer Sohn des Comte d’Artois, dem späteren König Karl X.
- 1779: Elisabeth Alexejewna, badische Prinzessin und Gemahlin des russischen Zaren Alexander I.
- 1786: Karl Wilhelm Baumgarten-Crusius, deutscher Pädagoge
- 1786: Auguste de Montferrand, französisch-russischer Architekt
- 1787: Christian Ludwig Brehm, deutscher Pfarrer und Ornithologe
- 1792: Friedrich Wilhelm von Brandenburg, preußischer General und Staatsmann
- 1798: Karl von Holtei, deutscher Schriftsteller, Schauspieler und Theaterleiter
- 1798: Karl von Staudt, deutscher Mathematiker

### 19. Jahrhundert

#### 1801–1850

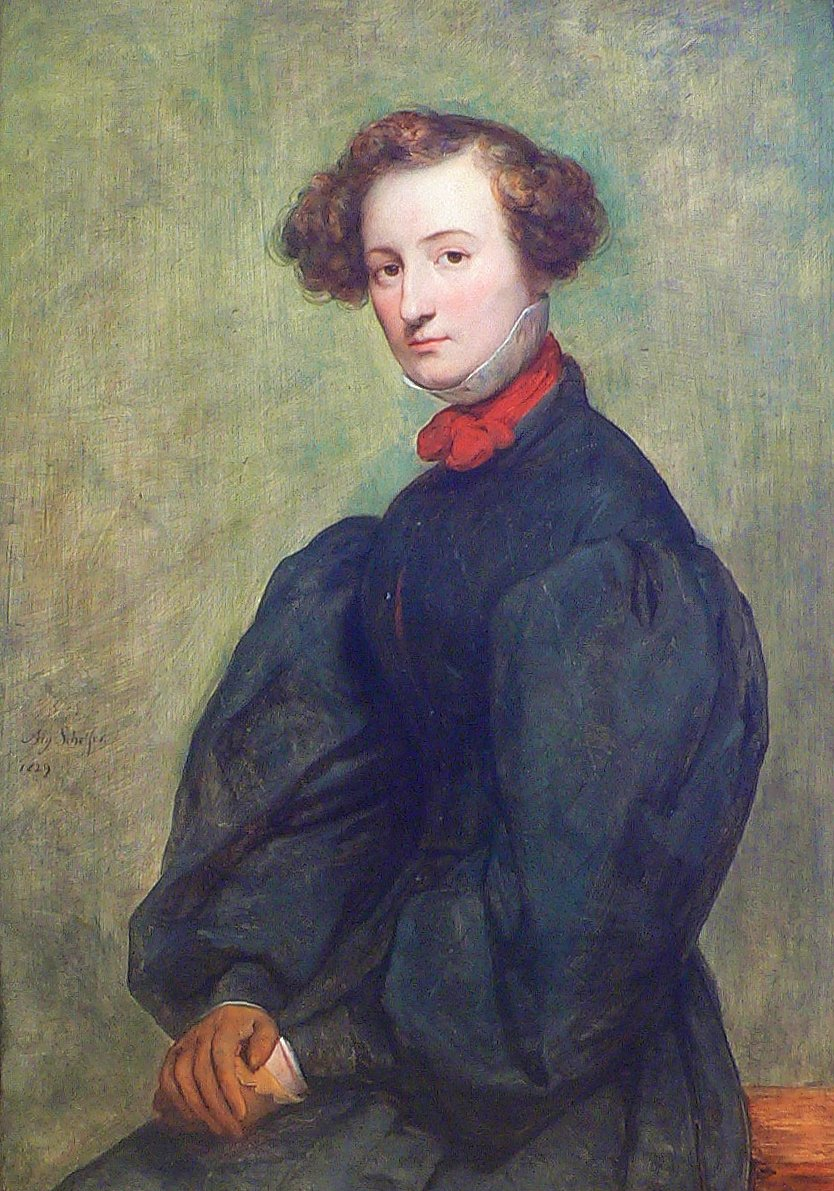
Félicie de Fauveau (* 1801)

- 1801ː Félicie de Fauveau, französische Bildhauerin
- 1809: Carl Ludwig Gesell, deutscher Orgelbauer
- 1809: Paul Theodor von Krusenstern, russischer Polarforscher
- 1813: August von Württemberg, preußischer Generaloberst
- 1816: Christian Felix Ackens, deutscher Chorleiter und Komponist

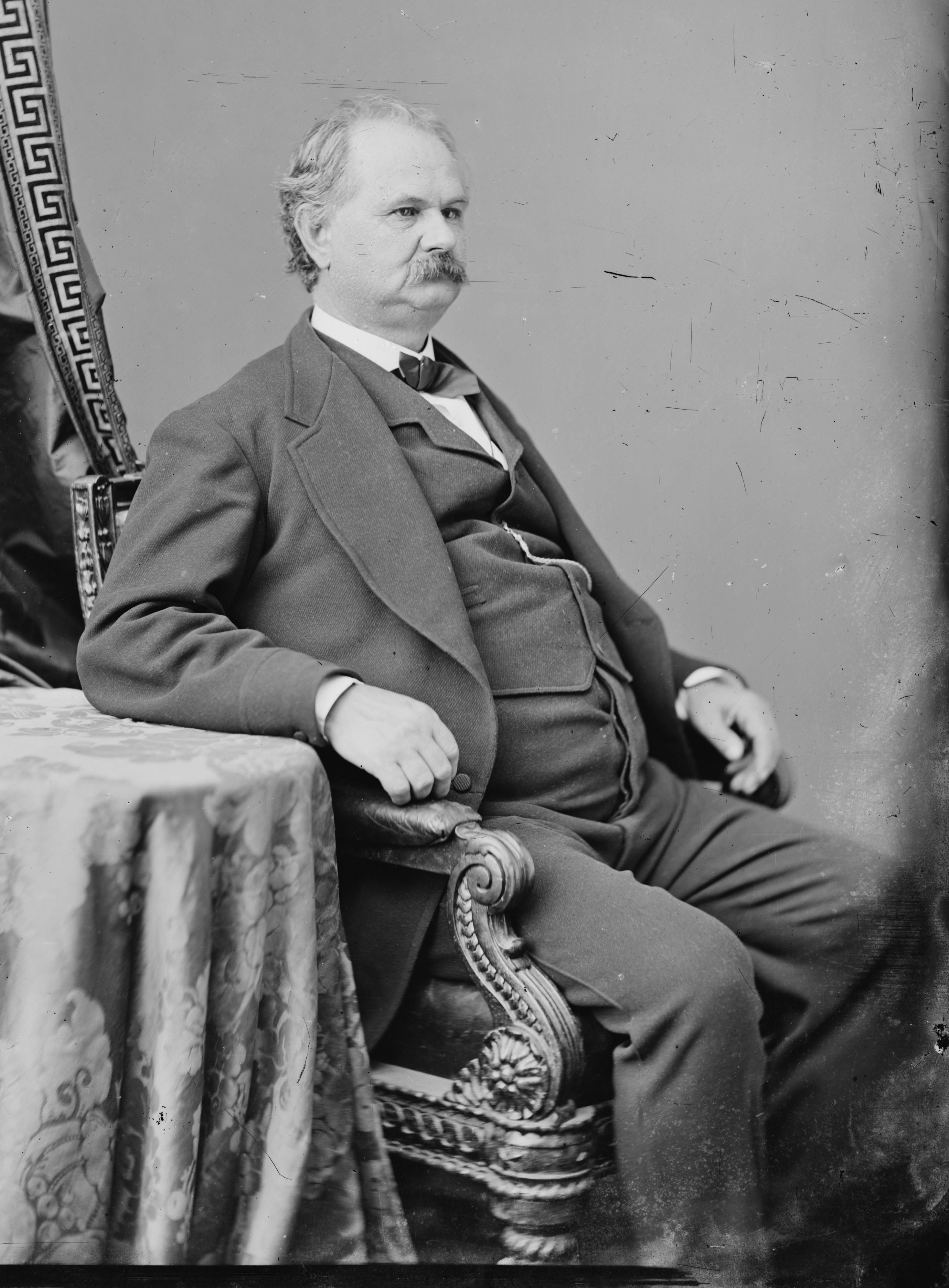
Coles Bashford (* 1816)

- 1816: Coles Bashford, US-amerikanischer Politiker
- 1816: Wilhelm Henzen, deutscher Archäologe
- 1816: Friedrich Wilhelm Kritzinger, deutscher Theologe und Pädagoge
- 1820: Henry J. Raymond, US-amerikanischer Journalist
- 1821: Eduard von Grebmer zu Wolfsthurn, österreichischer Rechtsanwalt und Politiker
- 1821: Blasius Kozenn, österreichischer Kartograph
- 1823: Wilhelm Franz Speer, deutscher Komponist, Organist und Chordirigent
- 1826: Friedrich Bötticher, Oberbürgermeister von Magdeburg
- 1827: Hermann Gladenbeck, deutscher Bildgießer
- 1828: Ferdinand Julius Cohn, deutscher Botaniker und Bakteriologe
- 1829: William Mason, US-amerikanischer Komponist
- 1831: Fritz Eunike, deutscher Kommunalpolitiker und Offizier
- 1832: Albert Arnz, deutscher Landschaftsmaler
- 1832: Joseph Choate, US-amerikanischer Jurist und Diplomat
- 1833: Bernhard Erdmannsdörffer, deutscher Historiker
- 1835: Charles Kendall Adams, US-amerikanischer Historiker und Hochschullehrer
- 1838: Johan Cesar Godeffroy, deutscher Kaufmann und Hanseat
- 1839: Alexander von Liezen-Mayer, ungarischer Maler

Franziska Tiburtius (* 1843)

- 1843: Franziska Tiburtius, deutsche Ärztin und Frauenrechtlerin
- 1844: Franziskus von Paula Schönborn, Kardinal und Erzbischof von Prag
- 1850: Hermann Ebbinghaus, deutscher Psychologe
- 1850: Giuseppe Mori, italienischer Kurienkardinal

#### 1851–1900
- 1854: Erich Giersberg, deutscher Feuerwehrmann und Erfinder
- 1854: Paul Natorp, deutscher Philosoph und Pädagoge
- 1862: Edith Wharton, US-amerikanische Romanautorin
- 1863: Fritz Jahn, deutscher Pastor, Leiter der Züllchower Anstalten

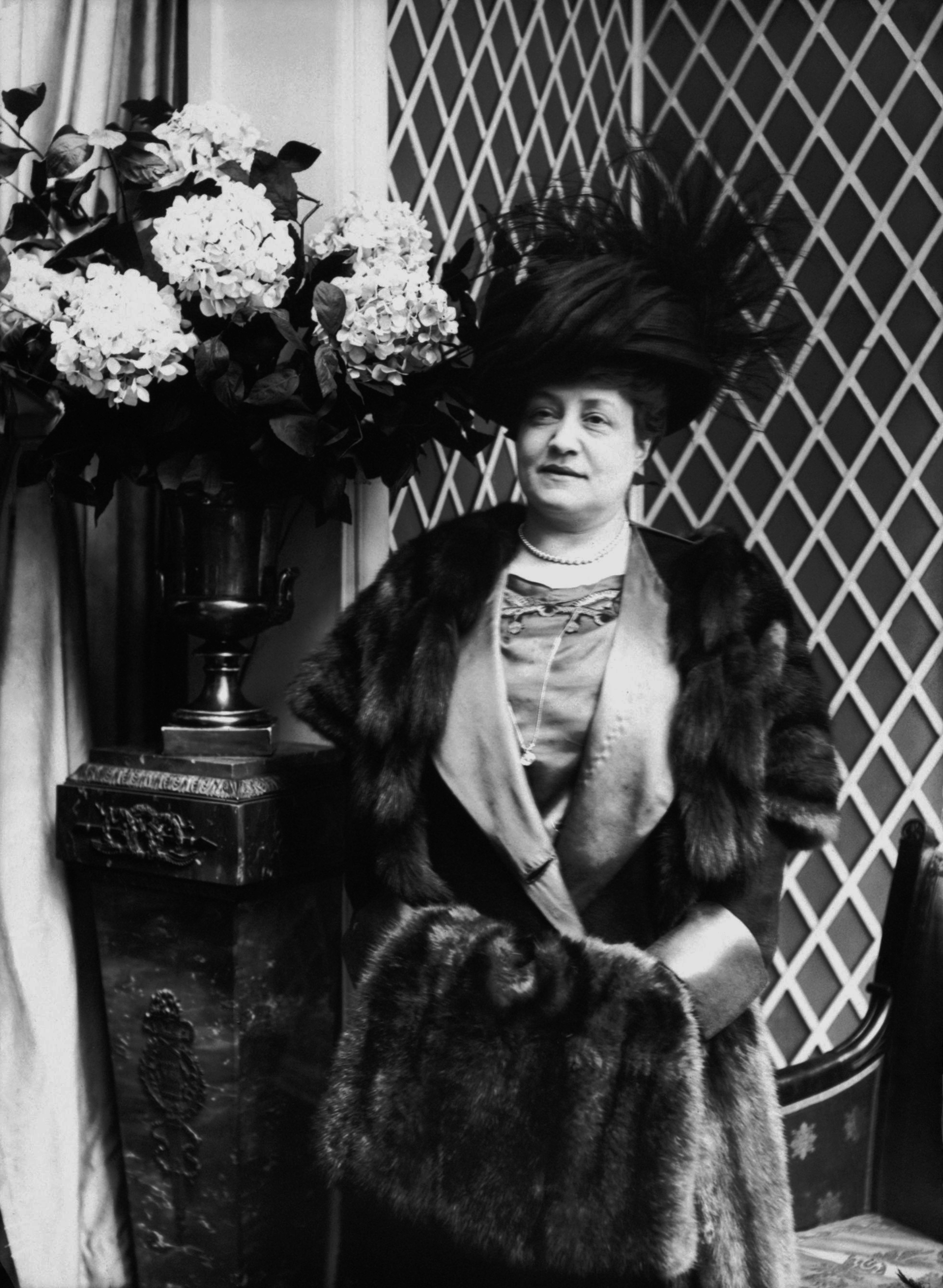
Marguerite Durand (* 1864)

- 1864: Marguerite Durand, französische Schauspielerin, Journalistin und Frauenrechtlerin
- 1865: Adolf von Tiedemann, deutscher Offizier, Kolonialist und Publizist
- 1867: Ernst Zahn, Schweizer Schriftsteller
- 1869: Hermine Overbeck-Rohte, deutsche Malerin
- 1870: Herbert Kilpin, englischer Fußballspieler und -trainer
- 1872: Morris William Travers, britischer Chemiker
- 1873: Bartolomé Pérez Casas, spanischer Komponist, Dirigent und Musikpädagoge
- 1874: Maximilian Arnold, deutscher Politiker
- 1874: Emil Baudenbacher, Schweizer evangelischer Geistlicher und Volksschriftsteller
- 1875: Jan Johannes Blanksma, niederländischer Chemiker
- 1876: Friedrich von Buch, deutscher General
- 1878: Johannes Runge, deutscher Leichtathlet
- 1879: Stanislaw Ljudkewytsch, ukrainischer Komponist
- 1880: Alfred Merz, österreichisch-deutscher Meereskundler
- 1880: Peter Wilhelm Millowitsch, deutscher Schauspieler und Theaterleiter
- 1881: Elsa Wagner, deutsche Schauspielerin
- 1885: Christian Ingerslev Baastrup, dänischer Radiologe
- 1886: Henry King, US-amerikanischer Filmregisseur

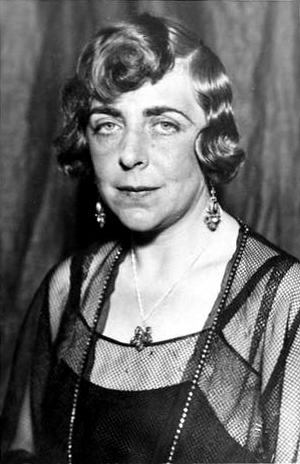
Vicki Baum (* 1888)

- 1888: Vicki Baum, österreichische Harfenistin und Schriftstellerin
- 1888: Ernst Heinkel, deutscher Ingenieur und Flugzeugkonstrukteur
- 1889: Victor Eftimiu, rumänischer Schriftsteller
- 1889: Hermann-Bernhard Ramcke, deutscher General im Zweiten Weltkrieg, Kriegsverbrecher
- 1889: Wladimir Wladimirowitsch Schtscherbatschow, russischer Komponist
- 1889: Kuni Tremel-Eggert, deutsche Schriftstellerin
- 1891: Walter Model, deutscher Generalfeldmarschall
- 1892: Arkadi Dmitrijewitsch Schwezow, sowjetischer Triebwerkskonstrukteur
- 1893: Johan Erik Friborg, schwedischer Radrennfahrer
- 1893: Alfonso Ortiz Tirado, mexikanischer Arzt und Sänger
- 1894: Robert Jaffé, deutscher Ingenieur, Landwirt und Politiker, MdB
- 1895: Albert Divo, französischer Automobilrennfahrer
- 1895: Eugen Roth, deutscher Lyriker und Erzähler
- 1895: Albin Zollinger, Schweizer Schriftsteller
- 1896: Hermann Zorn, deutscher Chemiker
- 1897: Johannes von Rudloff, deutscher Weihbischof
- 1898: Karl Hermann Frank, deutscher General und Politiker, Kriegsverbrecher
- 1899: Theodor M. Auer, deutscher Diplomat
- 1899: Feliks Rybicki, polnischer Komponist, Dirigent und Musikpädagoge
- 1899: Hoyt S. Vandenberg, US-amerikanischer General

### 20. Jahrhundert

#### 1901–1925
- 1901: Walther Bullerdiek, deutscher Schauspieler, Hörspielsprecher und Komponist
- 1901: A. M. Cassandre, ukrainisch-französischer Grafikdesigner, Typograf und Maler, Bühnenbildner und Lehrer
- 1901: Willy Czernik, deutscher Operetten- und Filmkomponist
- 1901: Karl-Eduard Wilke, deutscher Generalmajor
- 1902: Antanas Adomaitis, litauischer Geistlicher und Organist
- 1902: Oskar Morgenstern, deutscher Wirtschaftswissenschaftler
- 1903: Louis de Wohl, deutscher Schriftsteller und Astrologe
- 1904: Berta Karlik, österreichische Physikerin
- 1904: Hans Lauscher, deutscher Jurist und Politiker, MdL
- 1905: Karol Mroszczyk, polnischer Komponist und Musikpädagoge
- 1906: Howell Glynne, walisischer Opernsänger und Gesangspädagoge
- 1907: Karl Anders, deutscher Politiker, Journalist und Verleger
- 1907: Maurice Couve de Murville, französischer Politiker
- 1907: Jean Daetwyler, Schweizer Dirigent und Komponist
- 1907: Tuts Washington, US-amerikanischer Blues-Pianist
- 1909: Robert Pikler, australischer Geiger, Bratschist, Dirigent und Musikpädagoge
- 1909: Fritz Weber, deutscher Schlagersänger, Musiker und Kapellmeister (Ich bin ene kölsche Jung)
- 1911: Catherine Lucile Moore, US-amerikanische Science-Fiction- und Fantasy-Autorin
- 1913: Norman Dello Joio, US-amerikanischer Komponist
- 1913: Wolf von Niebelschütz, deutscher Schriftsteller und Historiker
- 1914: Hans Cattini, Schweizer Eishockeyspieler
- 1914: Georges Cravenne, französischer Journalist und Publizist, Werbefachmann und Filmproduzent
- 1915: Karl Appelmann, deutscher Politiker

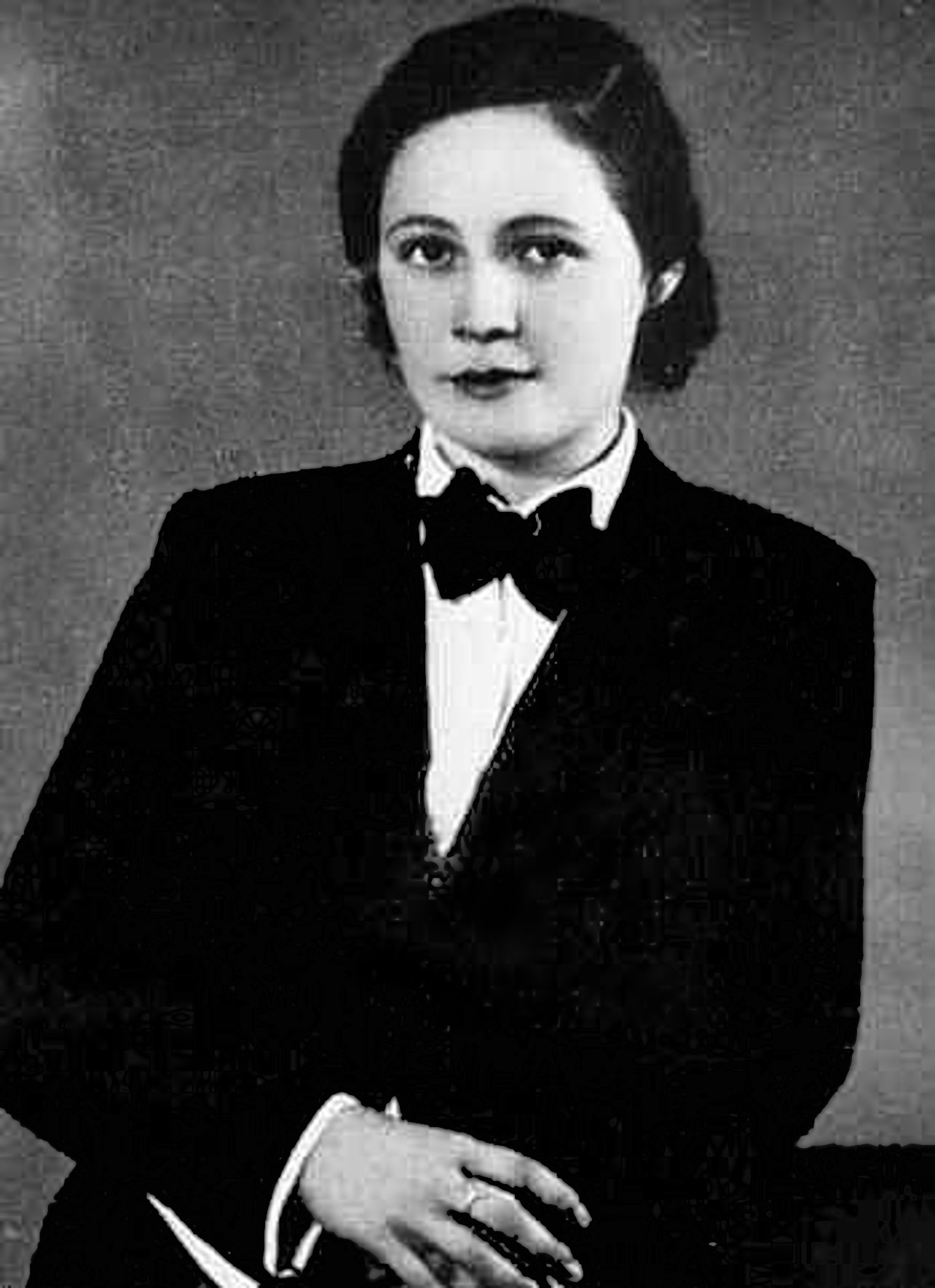
Vítězslava Kaprálová (* 1915)

- 1915: Vítězslava Kaprálová, tschechische Komponistin und Dirigentin
- 1915: Robert Motherwell, US-amerikanischer Maler
- 1916: Rafael Caldera, venezolanischer Politiker und Staatspräsident
- 1916: Ingeborg Sello, deutsche Fotografin und Kunstkritikerin
- 1917: Ernest Borgnine, US-amerikanischer Schauspieler
- 1918: Gottfried von Einem, österreichischer Komponist
- 1920: Lech Bądkowski, polnischer Schriftsteller, Journalist und Politiker
- 1920: Hilario González, kubanischer Komponist und Pianist, Musikwissenschaftler und -pädagoge
- 1921: Friedrich Körner, deutscher General
- 1922: Daniel Boulanger, französischer Drehbuchautor, Schauspieler und Schriftsteller
- 1922: Hermann Lange, deutscher Rechtswissenschaftler
- 1922: Eeltje Visserman, niederländischer Schachproblemkomponist
- 1922: Max Weber, deutscher Leichtathlet
- 1923: Simeon ten Holt, niederländischer Komponist
- 1923: Vlado Kristl, deutsch-kroatischer Filmkünstler
- 1924: Guillermo Suárez Mason, argentinischer General („Schlächter von El Olimpo“)
- 1925: Werner Jackstädt, deutscher Unternehmer, Mäzen und Stiftungsgründer
- 1925: Henk Mostert, Präsident des Weltfernschachbundes ICCF

#### 1926–1950
- 1926: Ruth Asawa, US-amerikanische Bildhauerin
- 1927ː Phyllis Lambert, kanadische Architektin, Planerin und Philanthropin
- 1927: Rüdiger Seitz, österreichischer Komponist und Musikpädagoge
- 1927: Rose-Marie Wörner, deutsche Landschaftsarchitektin und Gartendenkmalpflegerin
- 1928: Robert Dutoit, französischer Autorennfahrer

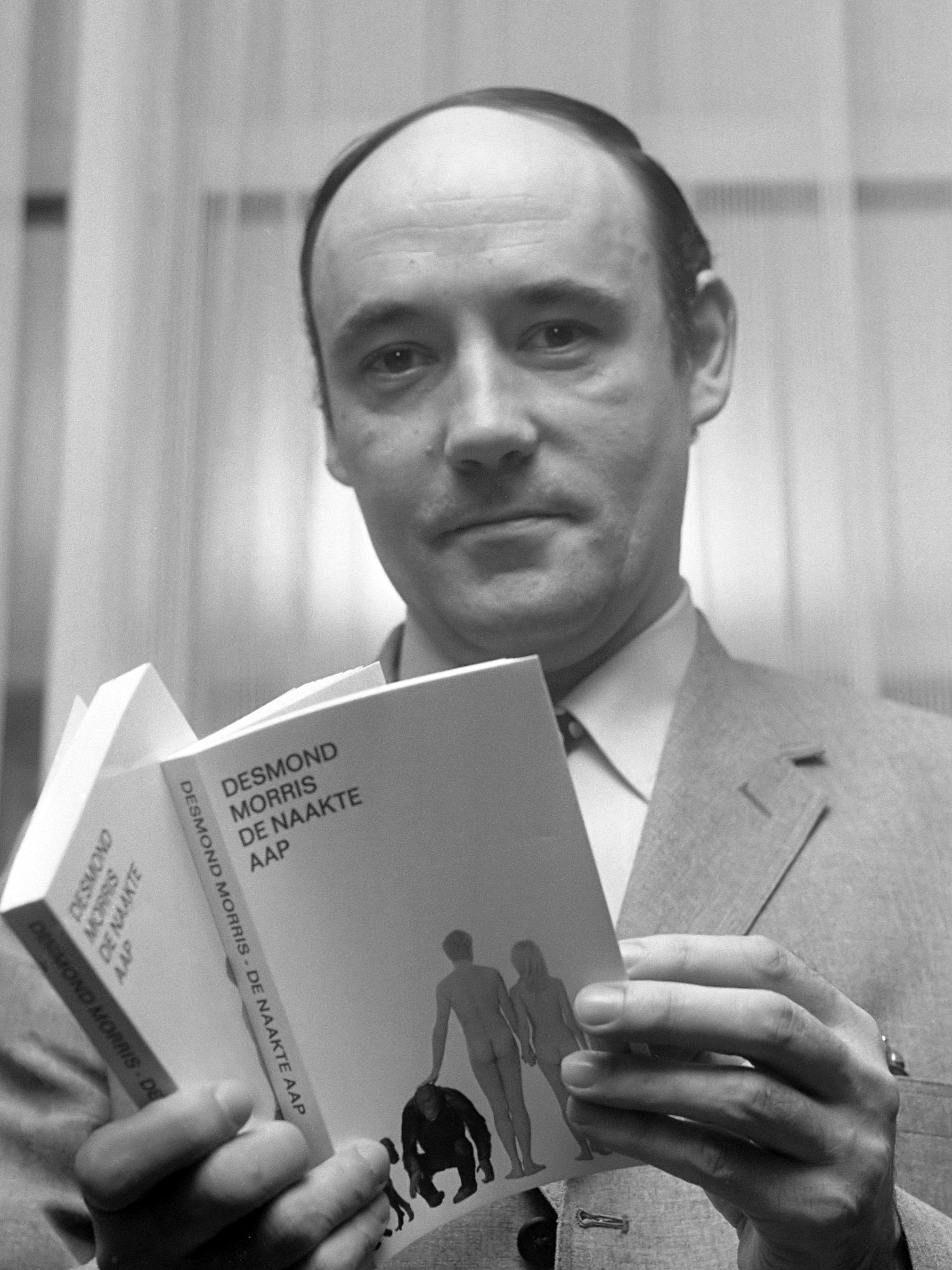
Desmond Morris (* 1928)

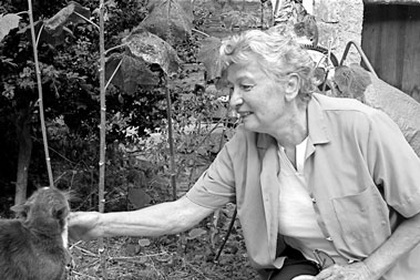
Éliane Radigue (* 1932)

- 1928: Desmond Morris, britischer Zoologe und Verhaltensforscher, Publizist und Künstler
- 1928: Michel Serrault, französischer Schauspieler
- 1929: Ivan Ivanji, jugoslawischer Schriftsteller
- 1930: John Romita sr., US-amerikanischer Comiczeichner
- 1931: Lars Hörmander, schwedischer Mathematiker
- 1931: Ib Nørholm, dänischer Komponist
- 1932: Éliane Radigue, französische Komponistin
- 1933: Hermann Ammon, deutscher Professor
- 1933: Bob Beattie, US-amerikanischer Alpinskitrainer und Sportkommentator
- 1933: Johannes Fischer, deutscher Kirchenmusiker und Komponist
- 1933: Erich Linemayr, österreichischer Fußballschiedsrichter
- 1933: Erwin Waldner, deutscher Fußballspieler
- 1935: John Trickey, australischer Radrennfahrer
- 1936: Doug Kershaw, US-amerikanischer Musiker
- 1936: Jack Scott, kanadischer Country-Pop- und Rockabilly-Musiker
- 1937: Peter M. Bode, deutscher Architekturkritiker, Journalist und Autor
- 1938: Arndt von Bohlen und Halbach, deutscher Lebemann, letzter Nachkomme der Krupp-Dynastie
- 1938: Julius Hemphill, US-amerikanischer Jazzmusiker
- 1939: José Argüelles, mexikanisch-US-amerikanischer Maler und Schriftsteller
- 1939: Renate Boy, deutsche Leichtathletin, Olympiamedaillengewinnerin
- 1939: Jan Lichardus, deutsch-slowakischer Vorgeschichtsforscher
- 1939: Karsten Schmidt, deutscher Rechtswissenschaftler
- 1939: Ray Stevens, US-amerikanischer Musiker
- 1939: Joseph Vilsmaier, deutscher Filmregisseur
- 1940: Vito Acconci, US-amerikanischer Architekt, Landschaftsarchitekt und Installationskünstler
- 1940: Joachim Gauck, deutscher Politiker und Publizist, erster Leiter der Stasi-Unterlagen-Behörde, Bundespräsident
- 1940: Alois Glück, deutscher Politiker, MdL, Landtagspräsident
- 1941: Michael Chapman, britischer Gitarrist
- 1941: Neil Diamond, US-amerikanischer Sänger und Liedermacher
- 1941: Siegfried Kettmann, deutscher Radsportler
- 1941: Peter Randt, deutscher Handballspieler

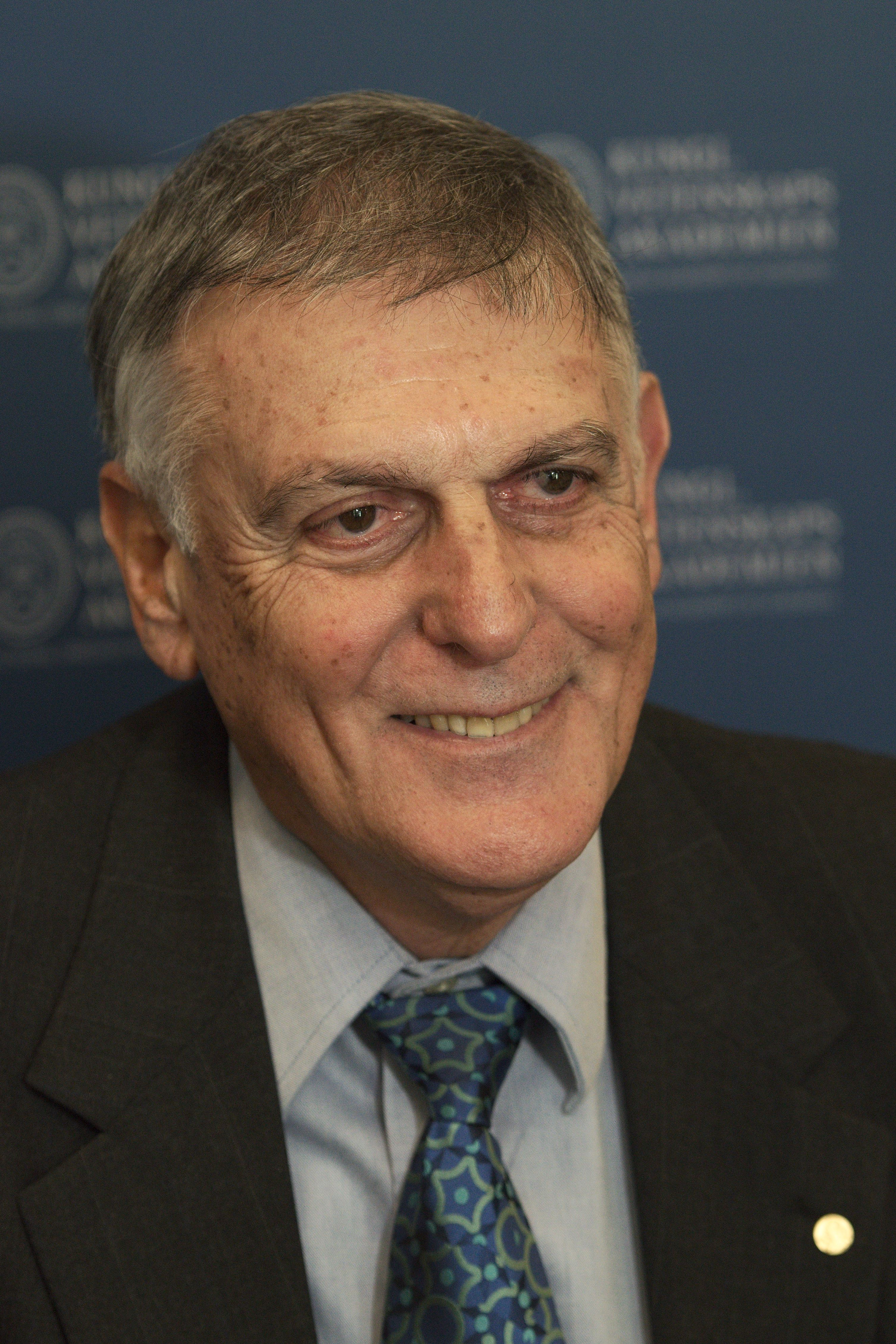
Dan Shechtman (* 1941)

- 1941: Dan Shechtman, israelischer Physiker, Nobelpreisträger
- 1942: Ingo Friedrich, deutscher Politiker, MdEP
- 1943: Peter Struck, deutscher Politiker, MdB und Bundesminister
- 1943: Sharon Tate, US-amerikanische Schauspielerin
- 1943: Tony Trimmer, britischer Automobilrennfahrer
- 1944: Nancy Cartwright, US-amerikanische Philosophin
- 1944: Bob Degen, US-amerikanischer Jazz-Pianist
- 1944: David Gerrold, US-amerikanischer Schriftsteller
- 1944: Gian Franco Kasper, Schweizer Sportfunktionär
- 1944: Michael Narloch, deutscher Schauspieler und Synchronsprecher
- 1944: Klaus Nomi, deutscher Countertenor
- 1945: Eva Janko, österreichische Leichtathletin
- 1945: Brigitte Janner, deutsche Schauspielerin
- 1945: Tatsuo Kawabata, japanischer Politiker
- 1947: Paul Schoenfield, US-amerikanischer Komponist und Pianist
- 1947: Warren Zevon, US-amerikanischer Musiker
- 1948: Miklós Németh, ungarischer Politiker und Wirtschaftswissenschaftler, Ministerpräsident von 1988 bis 1990
- 1948: Michael Des Barres, britischer Schauspieler und Sänger
- 1948: Angelika Ritter, deutsche Schauspielerin
- 1949: John Belushi, US-amerikanischer Sänger und Filmschauspieler
- 1949: Nikolaus Brender, deutscher Journalist, Chefredakteur des ZDF
- 1949: Johannes K. Rücker, deutscher Erwachsenenbildner
- 1950: Daniel Auteuil, französischer Schauspieler
- 1950: Becky Hobbs, US-amerikanische Country-Sängerin

#### 1951–1975
- 1951: Manfred Gruber, deutscher Maler und Bühnenbildner
- 1952: Raymond Domenech, französischer Fußballspieler und -trainer
- 1952: Siegmund Ehrmann, deutscher Politiker, MdB

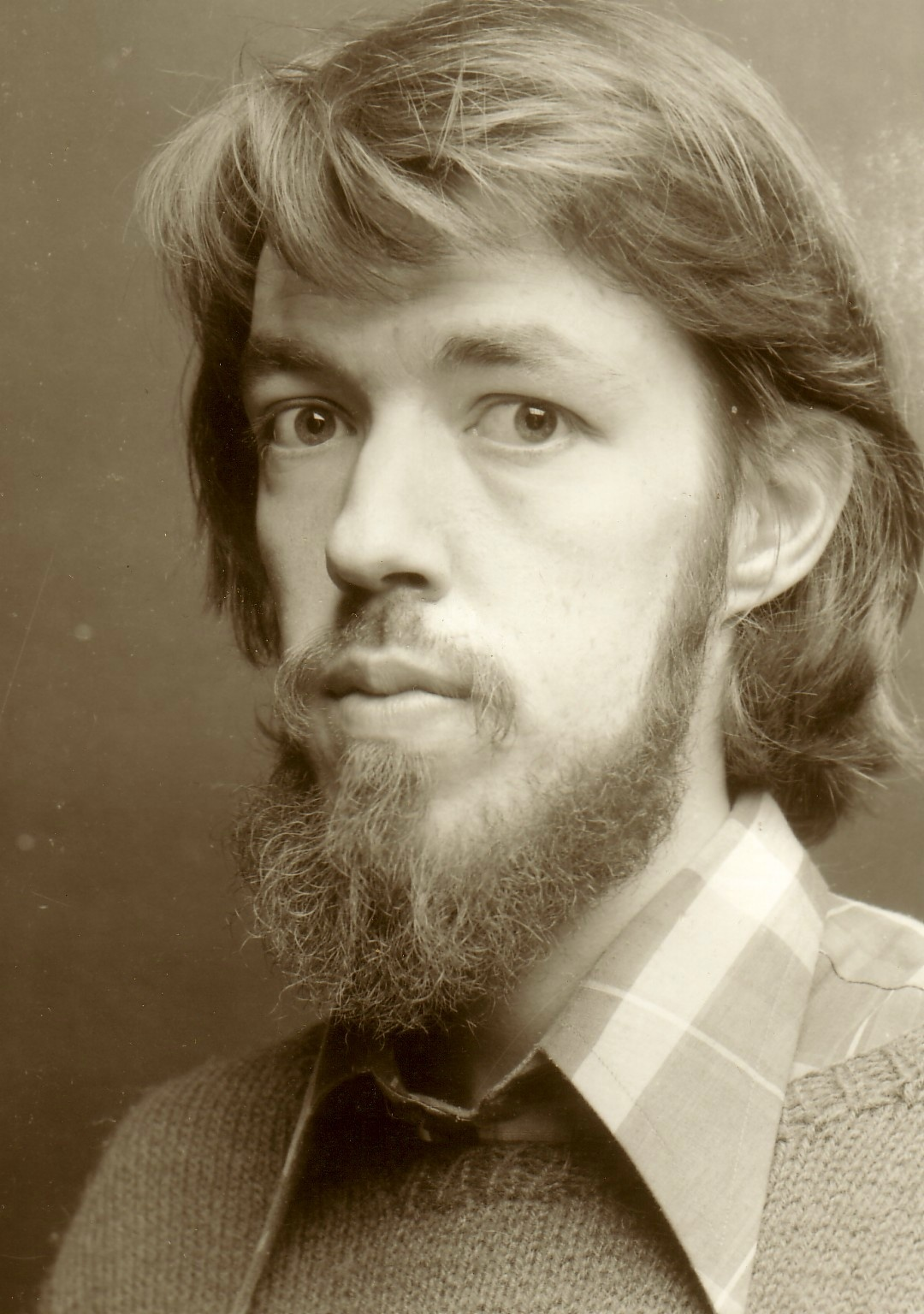
Ulrich Holbein (* 1953)

- 1953: Ulrich Holbein, deutscher Schriftsteller
- 1953: Moon Jae-in, südkoreanischer Politiker
- 1954: Michel Abramowicz, französischer Kameramann
- 1954: Peter Anreiter, österreichischer Namenforscher
- 1954: Jo Gartner, österreichischer Automobilrennfahrer
- 1954: Irene Miracle, US-amerikanische Schauspielerin und Filmproduzentin
- 1955: James Montgomery, US-amerikanischer Schwimmer
- 1955: Karin Röpke, deutsche Politikerin
- 1956: Peter Dicke, deutscher Organist und Musikpädagoge
- 1956: Thomas Voelzke, deutscher Jurist, Richter am Bundesarbeitsgericht
- 1957: Margot Burmeister, deutsche Juristin, Richterin und Gerichtspräsidentin
- 1957: Klaus Fiehe, deutscher Musiker und Musikjournalist
- 1957: Ramón Martín Huerta, mexikanischer Politiker
- 1957: Manfred Kohrs, deutscher Ökonom, Künstler und Tätowierer
- 1958: François Bertemes, deutsch-luxemburgischer Prähistoriker
- 1958: Jools Holland, britischer Pianist, Bandleader und Fernsehmoderator
- 1958: Edip Sekowitsch, österreichischer Boxer
- 1958: Frank Ullrich, deutscher Biathlet und Biathlon-Bundestrainer
- 1958: Harti Weirather, österreichischer Skirennläufer
- 1959: Matthias Anthuber, deutscher Mediziner, Hochschullehrer und Handballspieler
- 1959: Christian Juckenack, deutscher Politiker
- 1959: Michel Preud’homme, belgischer Fußballspieler
- 1960: Fridolin Ambongo Besungu, kongolesischer Geistlicher, Erzbischof von Kinshasa
- 1961: Guido Buchwald, deutscher Fußballspieler und -trainer
- 1961: Marianne Dürst, Schweizer Politikerin
- 1961: Wulf R. Halbach, deutscher Medien- und Kommunikationswissenschaftler
- 1961: Christa Kinshofer, deutscher Skirennläuferin

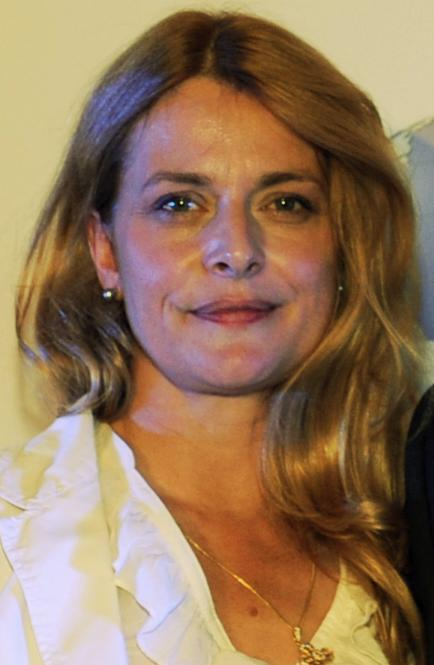
Nastassja Kinski (* 1961)

- 1961: Nastassja Kinski, deutsche Schauspielerin
- 1961: Evi Kratzer, Schweizer Skilangläuferin
- 1961: Karl-Heinz Smuda, deutscher Hörfunkjournalist
- 1961: Alissa Walser, deutsche Schriftstellerin, Malerin und Übersetzerin
- 1962: Edward Atterton, britischer Filmschauspieler
- 1962: Uwe Bohm, deutscher Schauspieler
- 1962: Zoë Haas, Schweizer Skirennläuferin
- 1962: Shunji Kasuya, japanischer Automobilrennfahrer
- 1962: Andreas Ritter, deutscher Sportfunktionär
- 1963: Bernhard Schir, österreichischer Schauspieler
- 1964: Carole Merle, französische Skirennläuferin
- 1964: Werner Schwarz, österreichischer Nordischer Kombinierer
- 1966: Shaun Donovan, US-amerikanischer Politiker
- 1966: Julie Dreyfus, französische Schauspielerin
- 1966: Karin Viard, französische Schauspielerin

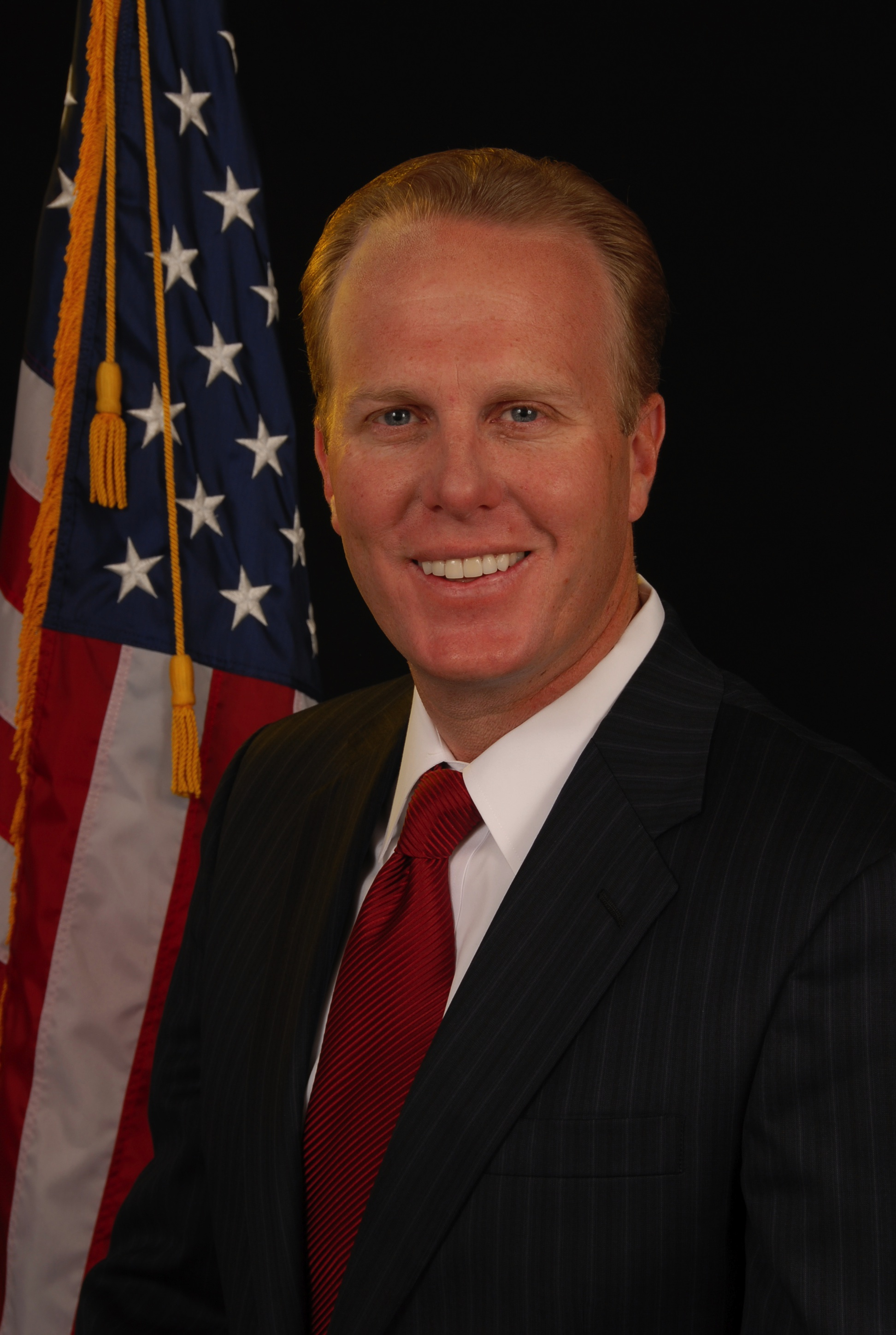
Kevin Faulconer (* 1967)

- 1967: Kevin Faulconer, US-amerikanischer Politiker
- 1967: The Mad Stuntman, trinidadischer Sänger
- 1968: Michael Kiske, deutscher Rockmusiker und Schriftsteller
- 1968: Reto Pavoni, Schweizer Eishockeytorwart und -trainer
- 1968: Mary Lou Retton, US-amerikanische Kunstturnerin, Olympiasiegerin
- 1969: Franz-Josef Dickhut, deutscher Go-Spieler
- 1971: Norbert Himmler, deutscher Journalist
- 1971: Kenya Moore, US-amerikanische Schauspielerin und Filmproduzentin
- 1971: Caroline Rasser, Schweizer Schauspielerin
- 1972: Muriel Baumeister, österreichische Schauspielerin
- 1972: Beth Hart, US-amerikanische Sängerin und Rockmusikerin
- 1973: Richard Aimonetto, französischer Eishockeyspieler
- 1973: Sürpriz, deutsch-türkischer Sänger
- 1974: Cyril Despres, französischer Enduro- und Rallye-Raid-Fahrer
- 1974: Tanja Hart, deutsche Volleyballspielerin
- 1974: Ed Helms, US-amerikanischer Schauspieler
- 1974: Rokia Traoré, malische Sängerin
- 1975: Reto Hug, Schweizer Triathlet
- 1975: Roberto Sosa, argentinischer Fußballspieler

#### 1976–2000

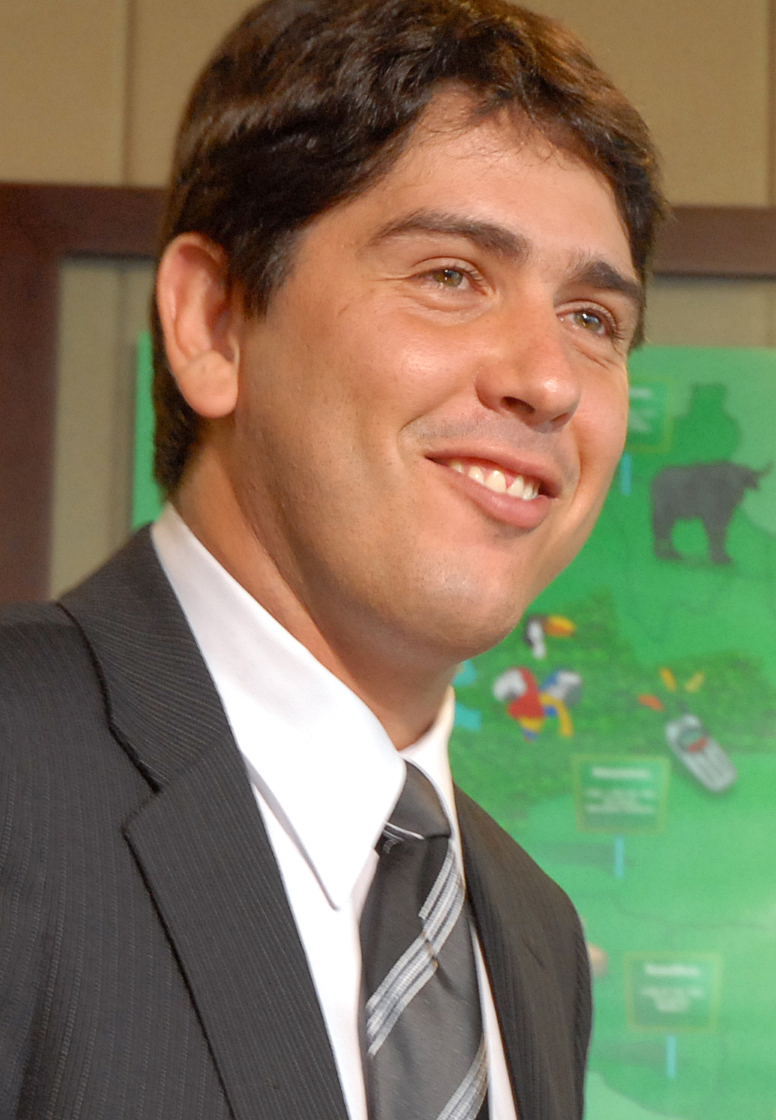
Cacá Bueno (* 1976)

- 1976: Cacá Bueno, brasilianischer Rennfahrer
- 1977: Michelle Hunziker, Schweizer Moderatorin und Model
- 1977: Funda Vanroy, deutsche Moderatorin und Schauspielerin
- 1979: Tatyana Ali, US-amerikanische Schauspielerin und Sängerin
- 1980: Yordanis Arencibia, kubanischer Judoka
- 1981: Andrea Berg, deutsche Volleyballspielerin
- 1982: Hamdi Dhouibi, tunesischer Zehnkämpfer
- 1982: Jan Fila, tschechischer Komponist, Arrangeur, Kirchenorganist, Musikwissenschaftler und Lehrer
- 1982: Claudia Heill, österreichische Judoka
- 1982: Daniel Kubiak, deutscher Soziologe
- 1983: Davide Biondini, italienischer Fußballspieler
- 1983: Anett Heilfort, deutsche Schauspielerin
- 1983: Craig Horner, australischer Schauspieler
- 1983: Scott Speed, US-amerikanischer Automobilrennfahrer
- 1984: Justin Baldoni, US-amerikanischer Schauspieler
- 1984: Cedric Coudoro, deutscher Handballspieler
- 1984: Scott Kazmir, US-amerikanischer Baseballspieler
- 1985: Mathias Lenz, deutscher Handballtorwart
- 1986: Mischa Barton, US-amerikanische Schauspielerin
- 1986: Vieirinha, portugiesischer Fußballspieler
- 1987: Wayne Hennessey, walisischer Fußballspieler
- 1987: Ivans Lukjanovs, lettischer Fußballspieler
- 1987: Cristian Maidana, argentinischer Fußballspieler

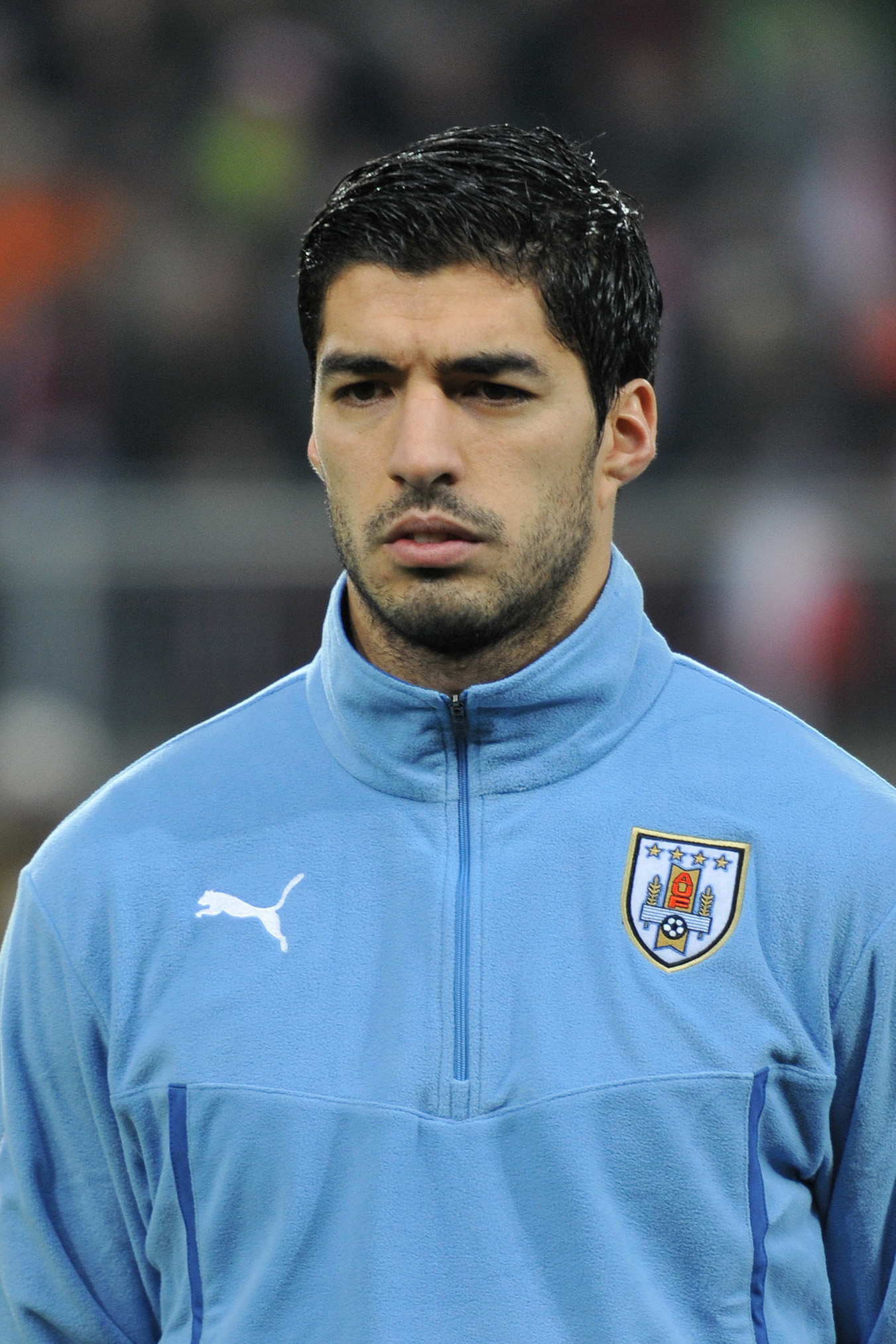
Luis Suárez (* 1987)

- 1987: Luis Suárez, uruguayischer Fußballspieler
- 1987: Davide Valsecchi, italienischer Rennfahrer
- 1988: Lennard Bertzbach, deutscher Schauspieler
- 1988: Mia Boesen, dänische Handballspielerin
- 1988: Jade Ewen, britische Schauspielerin und Sängerin
- 1988: Tess Olofsson, schwedische Fußballschiedsrichterin
- 1988: DaJuan Summers, US-amerikanischer Basketballspieler
- 1989: Dean Harrison, britischer Motorradrennfahrer
- 1989: Ki Sung-yong, südkoreanischer Fußballspieler
- 1990: Artjom Artjunin, estnischer Fußballspieler
- 1990: Ermin Bičakčić, bosnisch-herzegowinischer Fußballspieler
- 1991: Turid Knaak, deutsche Fußballspielerin
- 1992: Becky Downie, britische Kunstturnerin
- 1992: Kevin Krawietz, deutscher Tennisspieler
- 1993: Tanja Frank, österreichische Seglerin
- 1994: Daniel-André Tande, norwegischer Skispringer
- 1995: Tolcay Ciğerci, deutsch-türkischer Fußballspieler
- 1996: Iyayi Believe Atiemwen, nigerianischer Fußballspieler
- 1996: Patrik Schick, tschechischer Fußballspieler
- 1998: Eva Lanzerath, deutsche Weinkönigin
- 1998: Jonas Rutsch, deutscher Radrennfahrer

### 21. Jahrhundert
- 2001: Jelena Vujičić, montenegrinische Skirennläuferin
- 2003: Hugo Novoa, spanischer Fußballspieler
- 2006: Madeleine Larcheron, französische Skateboarderin

## Gestorben

### Vor dem 16. Jahrhundert
- 0041: Milonia Caesonia, römische Kaiserin, Ehefrau Caligulas
- 0041: Caligula, römischer Kaiser
- 0041: Lucius Norbanus Balbus, römischer Senator
- 0041: Iulia Drusilla, Tochter Caligulas
- 0661: ʿAlī ibn Abī Tālib, Kalif
- 0772: Stephan III., Papst
- 0817: Stephan IV., Papst
- 0821: Arn, Abt im Kloster des heiligen Amandus
- 0863: Karl, König von Burgund
- 1002: Otto III., deutscher König und Kaiser des Heiligen Römischen Reiches
- 1046: Ekkehard II., Markgraf von Meißen
- 1125: Dawit IV. der Erbauer, georgischer König
- 1148: Ascelin, Bischof von Rochester
- 1233: Urson de Nemours, Kammerherr und Berater der französischen Könige Ludwig VIII. und Ludwig IX.
- 1237: Barthélemy de Roye, französischer Adeliger und Großkämmerer von Frankreich
- 1276: Walram II., Graf von Nassau
- 1336: Alfons IV., König von Aragón und Sardinien

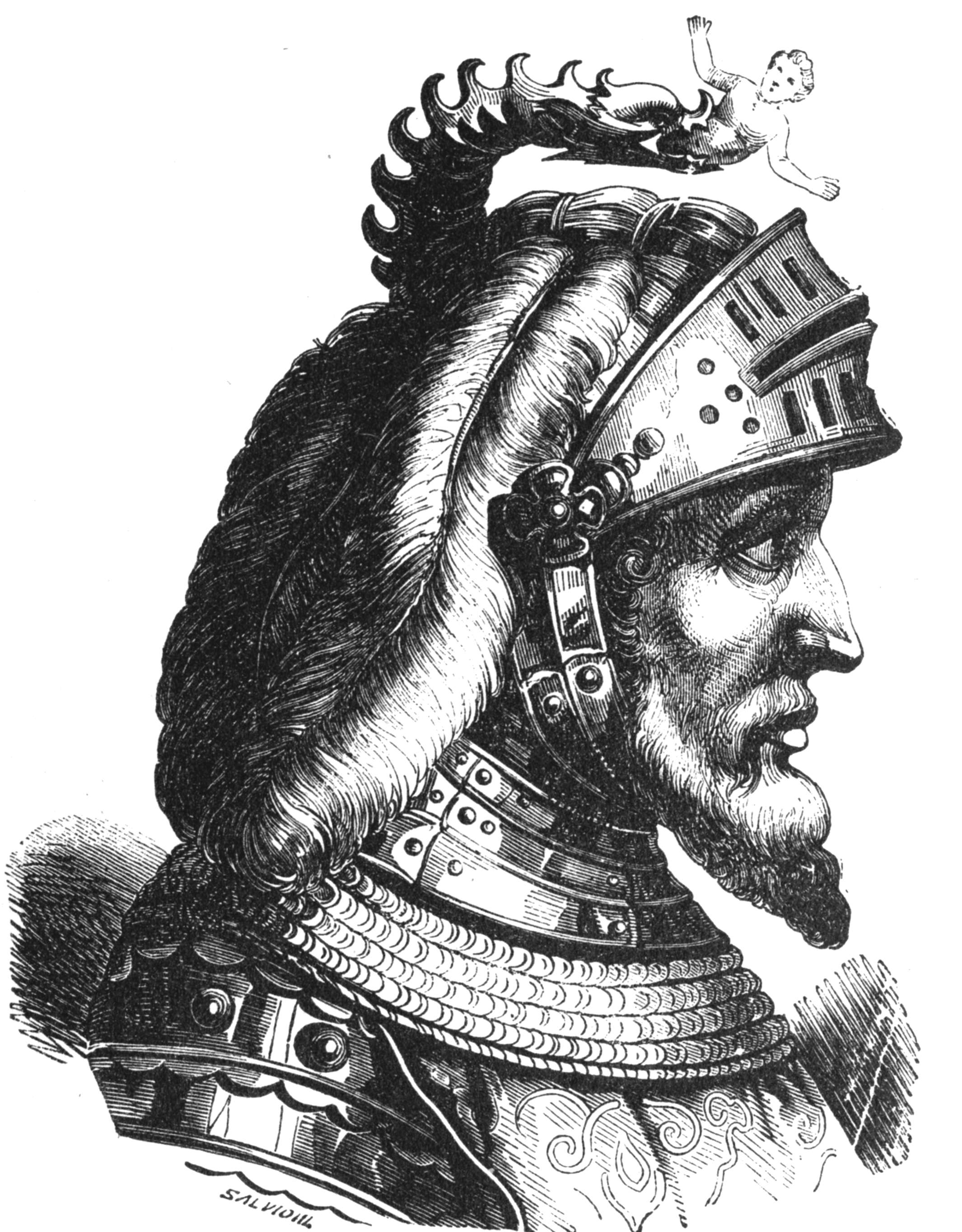
Lucchino Visconti († 1349)

- 1349: Luchino Visconti, Regent von Mailand
- 1350: Johann von Aarwangen, Schweizer Politiker und Diplomat
- 1440: Johannes Naso, böhmischer Adliger, Bischof von Chur
- 1473: Conrad Paumann, deutscher Musiker
- 1474: Anna von Lichtenberg, Erbtochter der Herrschaft Lichtenberg, Gräfin von Hanau-Lichtenberg

### 16. bis 18. Jahrhundert
- 1525: Franciabigio, italienischer Maler
- 1534: Guillaume Briçonnet, französischer Bischof
- 1539: Anna Jansz, niederländische Märtyrerin der Täuferbewegung
- 1545: Eberhard Brisger, deutscher Theologe und Reformator
- 1559: Wilhelm IV. von Henneberg, regierender Graf von Henneberg
- 1595: Ferdinand II., Habsburger Adeliger, Erzherzog von Österreich, Landesfürst von Tirol
- 1619: Henry Brooke, 11. Baron Cobham, englischer Adeliger und Politiker
- 1628: Katharina Haan, Opfer der Hexenverfolgung in Bamberg
- 1639: Jörg Jenatsch, Schweizer Pfarrer und Politiker
- 1639: Sophie von Braunschweig-Lüneburg, Markgräfin von Brandenburg-Ansbach und Brandenburg-Kulmbach sowie Herzogin von Jägerndorf
- 1644: James Hamilton, 1. Viscount Claneboye, schottischer Adeliger
- 1653: Georg Rudolf, Herzog von Liegnitz und Wohlau
- 1657: Claude de Lorraine, Herzog von Chevreuse
- 1671: Philipp, Fürst von Hohenzollern-Hechingen
- 1695: Elisabeth Angélique de Montmorency, französische Adelige
- 1701: Johan II. de Witt, niederländischer Patrizier
- 1708: Friedrich II., Landgraf von Hessen-Homburg
- 1709: Bartolomeo Guidobono, italienischer Maler und Freskant
- 1709: George Rooke, englischer Admiral
- 1711: Jean Bérain der Ältere, französischer Maler, Zeichner und Kupferstecher
- 1727: Philippe de Bourbon, Herzog von Vendôme, französischer General und Großprior des Malteserordens in Frankreich
- 1737: Alexander Sigismund von der Pfalz, Fürstbischof von Augsburg
- 1737: William Wake, Erzbischof von Canterbury
- 1744: Marie Poussepin, französische Nonne und Ordensgründerin
- 1745: Wincenty Maxylewicz, polnischer Komponist
- 1757: Francesco Robba, italienischer Bildhauer
- 1767: Jean-Baptiste-François-Joseph de Sade, französischer Adeliger, Diplomat, Offizier, Libertin und Literat
- 1767: Takenouchi Shikibu, japanischer Konfuzianist und Shintoist
- 1769: Marie Elisabeth von Ahlefeldt, Konventualin und Hofdame der Prinzessin Louise von Dänemark und Norwegen
- 1780: Hiraga Gennai, japanischer Gelehrter, Erfinder und Schriftsteller
- 1780: Christian Ludwig von Hagedorn, deutscher Kunsttheoretiker und -sammler
- 1787: Madeleine Angélique Neufville de Villeroy, französische Salonnière
- 1791: Étienne-Maurice Falconet, französischer Bildhauer

### 19. Jahrhundert

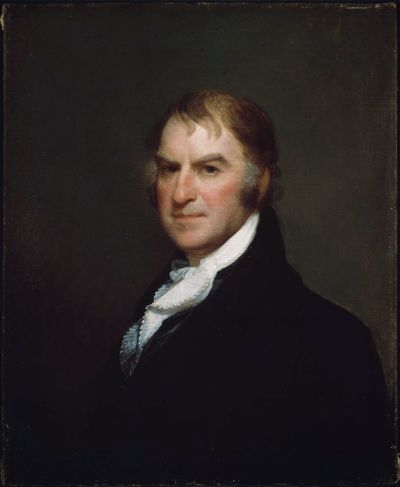
Theodore Sedgwick († 1813)

- 1813: Theodore Sedgwick, US-amerikanischer Politiker, Senator aus Massachusetts, Sprecher des Repräsentantenhauses
- 1814: William Heath, US-amerikanischer Landwirt und Politiker, General der Kontinentalarmee
- 1816: Johann Baptista von Salis, Schweizer Politiker
- 1817: Fernando José de Portugal e Castro, portugiesischer Adliger und Vizekönig von Brasilien
- 1840: Johann Christoph Hasse, deutscher Apotheker
- 1851: Gaspare Spontini, italienischer Opernkomponist und -dirigent
- 1852: Ján Kollár, slowakischer Lyriker, Altertumsforscher und Sprachwissenschaftler
- 1860: James Pollard Espy, US-amerikanischer Meteorologe
- 1861: Robert Perkins Letcher, US-amerikanischer Politiker, Gouverneur des Bundesstaates Kentucky
- 1865: Stephen Allen Benson, Präsident von Liberia
- 1871: Ernst Gottschald, deutscher Verwaltungsjurist
- 1873: Johann Friedrich Christoph Bauer, deutscher Politiker und Theologe
- 1877: Johann Christian Poggendorff, deutscher Physiker
- 1879: Heinrich Geißler, deutscher Glasbläser, Instrumentenbauer und Erfinder
- 1880: Friedrich Feuerbach, deutscher Philologe und Philosoph
- 1883: Friedrich von Flotow, deutscher Opernkomponist
- 1884: Johan Christian Gebauer, dänischer Komponist, Musiktheoretiker und Organist
- 1887: Moritz Brosig, deutscher Komponist und Organist
- 1891: Philipp Carl, deutscher Physiker
- 1891: Karl Stauffer-Bern, Schweizer Maler, Radierer und Bildhauer

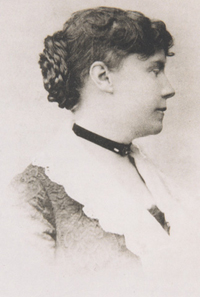
Constance Fenimore Woolson († 1894)

- 1894: Constance Fenimore Woolson, US-amerikanische Schriftstellerin
- 1899: Christian Friele, norwegischer Redakteur
- 1900: Isacco Artom, italienischer Politiker und Diplomat

### 20. Jahrhundert

#### 1901–1950
- 1903: Petko Karawelow, bulgarischer Politiker und Ministerpräsident
- 1904: Friedrich I., Herzog von Anhalt
- 1904: Curt von Knobelsdorff, preußischer Oberstleutnant

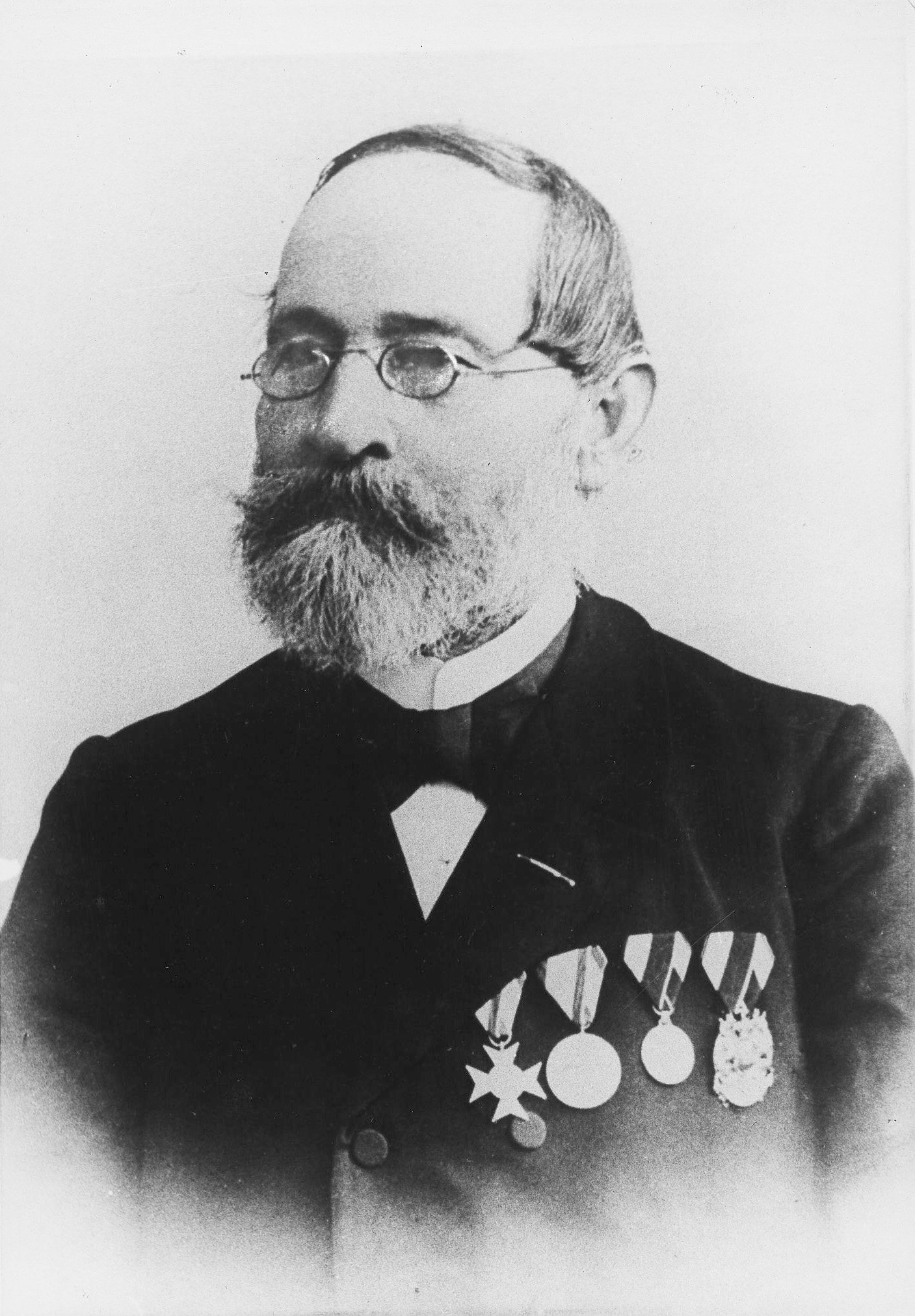
Johann Traugott Mutschink († 1904)

- 1904: Johann Traugott Mutschink, sorbischer Volksschriftsteller und Heimatkundler
- 1906: Henri Duvernoy, französischer Komponist, Organist und Musikpädagoge
- 1907: Russell Alexander Alger, US-amerikanischer Politiker
- 1907: Félix-Joseph Barrias, französischer Maler
- 1909: Petre Sebeşanu Aurelian, rumänischer Politiker
- 1910: Albert von Bamberg, deutscher klassischer Philologe und Gymnasialdirektor
- 1911: Heinrich Mayr, deutscher Botaniker und Forstwissenschaftler

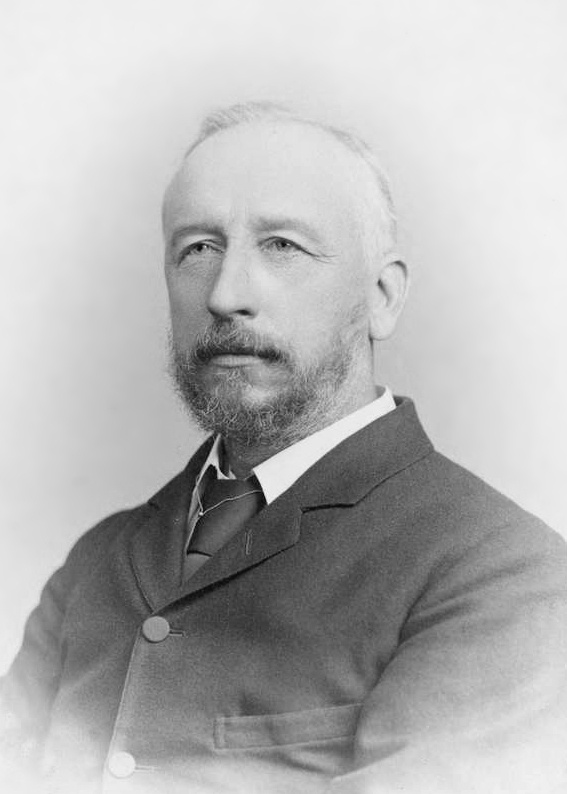
David Gill († 1914)

- 1914: David Gill, britischer Astronom
- 1915: Arthur von Auwers, deutscher Astronom
- 1915: Jan Hřímalý, tschechischer Geiger und Musikpädagoge
- 1917: Hermann Schubert, deutscher Bildhauer
- 1919: Ismail Qemali, albanischer Premierminister
- 1920: George Karel Gerardus van Aaken, niederländischer Kapellmeister und Komponist
- 1920: Hagbard Berner, norwegischer Publizist und Politiker
- 1920: Amedeo Modigliani, italienischer Maler und Bildhauer
- 1921: Susan Cunningham, US-amerikanische Mathematikerin
- 1925: Adele Bloch-Bauer, österreichische Unternehmergattin und Modell von Gustav Klimt
- 1926: Joseph Carl Breil, US-amerikanischer Komponist, Tenor und Regisseur
- 1929: Alexander Florstedt, deutscher Jäger und Schriftsteller
- 1929: Otto Schreiber, deutscher Rechtswissenschaftler und Hochschullehrer
- 1930: Mario Sammarco, italienischer Sänger

Eduard Pelissier († 1931)

- 1931: Eduard Pelissier, deutscher Gymnasiallehrer und Historiker
- 1932: Herbert Norkus, deutscher Hitlerjunge
- 1934: Felix Knubben, deutscher Kirchenmusiker und Komponist
- 1937: Karl Wüstefeld, deutscher Rektor, Organist und Heimatforscher
- 1938: Robert Franz Arnold, österreichischer Literaturhistoriker und Bibliothekar
- 1939: Max Bircher-Benner, Schweizer Arzt und Ernährungswissenschaftler
- 1939: Alexander Kanoldt, deutscher Maler
- 1939: Jacques Margueritte, französischer Autorennfahrer
- 1941: Martha Remmert, deutsche Pianistin, Dirigentin und Musikpädagogin
- 1944: Kazimierz Jerzy Oberfeld, polnisch-französischer Komponist
- 1945: Hans von Pranckh, deutscher Offizier und österreichischer Heimwehrführer
- 1947: Felix Timmermans, belgischer Dichter und Maler
- 1948: Hans Aumeier, deutscher Kriegsverbrecher
- 1948: Arthur Liebehenschel, deutscher SS-Offizier, Kommandant von Konzentrationslagern, Kriegsverbrecher
- 1948: Maria Mandl, österreichische KZ-Oberaufseherin, Kriegsverbrecherin

#### 1951–2000
- 1956: Oskar Karlweis, österreichischer Schauspieler
- 1958: Hedwig Bleibtreu, österreichische Schauspielerin
- 1960: Edwin Fischer, Schweizer Pianist
- 1960: René Schiltz, französischer Automobilrennfahrer
- 1962: Avelino Muñoz, panamaischer Pianist, Organist, Dirigent, Arrangeur und Komponist
- 1963: Otto Harbach, US-amerikanischer Librettist und Songtexter
- 1963: Axel de Vries, deutscher Politiker und Journalist, MdB
- 1964: Bertha Dörflein-Kahlke, deutsche Malerin

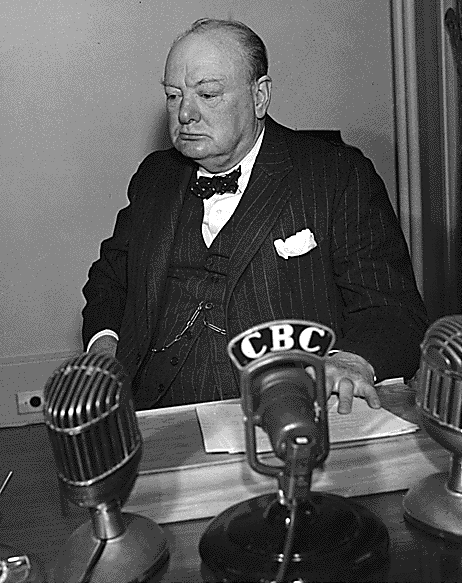
Winston Churchill († 1965)

- 1965: Winston Churchill, britischer Staatsmann und Autor, Innenminister, Erster Lord der Admiralität, Schatzkanzlers, Premierminister, Nobelpreisträger
- 1965: Jean Pradairol, französischer Turner
- 1966: Homi Jehangir Bhabha, indischer Physiker
- 1969: Pauline Hall norwegische Komponistin
- 1969: Theodor Spitta, deutscher Politiker, MdL, Senator und Bürgermeister von Bremen
- 1971: Hermann Matern, deutscher Politiker und Parteifunktionär, MdL, MdV
- 1971: Jacques Chantrel, französischer Autorennfahrer
- 1971: William Griffith Wilson, US-amerikanischer Mitbegründer der Anonymen Alkoholiker
- 1972: Gene Austin, US-amerikanischer Sänger und Songwriter
- 1973: Kurt Adam, deutscher General
- 1974: Helene Elisabeth von Isenburg, deutsche NS-Fluchthelferin, erste Präsidentin des Vereins Stille Hilfe für Kriegsgefangene und Internierte
- 1975: Larry Fine, US-amerikanischer Komiker und Schauspieler
- 1976: Walter Draeger, deutscher Komponist und Pädagoge
- 1978: Wilhelm Aduatz, österreichischer Architekt
- 1978: Herta Oberheuser, deutsche Ärztin im KZ-Ravensbrück, Kriegsverbrecherin
- 1978: Friedrich Porges, österreichischer Filmpublizist und Drehbuchautor
- 1978: Georges Speicher, französischer Radrennfahrer
- 1979: Hermann Hilber, deutscher Arzt und Medizinprofessor
- 1979: Victoria Ocampo, argentinische Schriftstellerin, Übersetzerin und Kulturmanagerin
- 1982: Clarence Horning, US-amerikanischer American-Football-Spieler
- 1982: Hans Schütz, deutscher Politiker, MdB

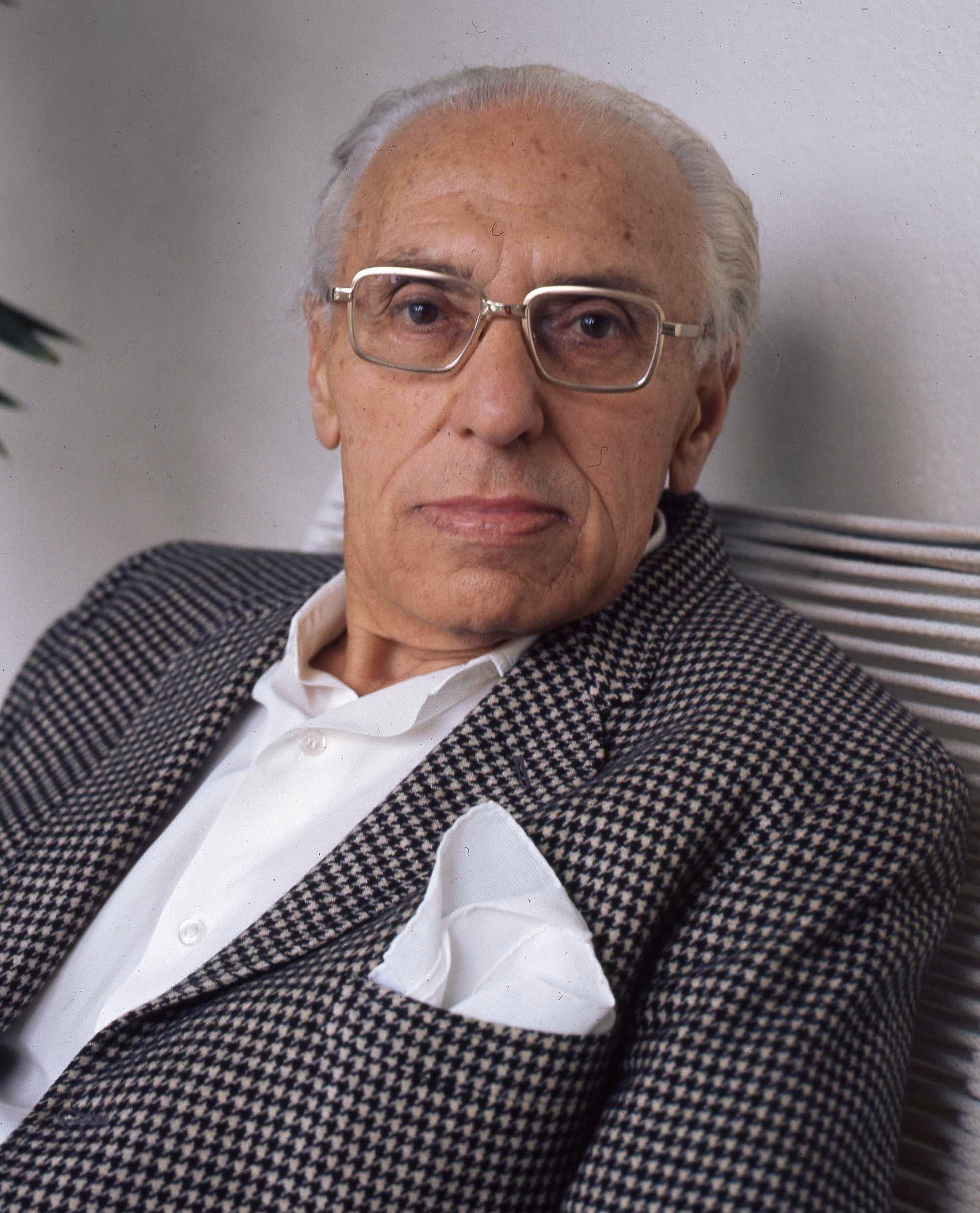
George Cukor († 1983)

- 1983: George Cukor, US-amerikanischer Filmregisseur
- 1983: Adolf Mauk, deutscher Politiker, MdB, MdEP
- 1983: Juan Carlos Zabala, argentinischer Leichtathlet, Olympiasieger
- 1986: L. Ron Hubbard, US-amerikanischer Science-Fiction- und Pulp-Fictionautor, Sektengründer (Scientology)
- 1986: Gordon MacRae, US-amerikanischer Sänger und Schauspieler
- 1986: Günther Kretzschmar, deutscher Komponist
- 1986: Leopold Szondi, ungarischer Mediziner und Psychologe
- 1988: Harald Bräuniger, deutscher Pharmazeut und Hochschullehrer
- 1989: Ted Bundy, US-amerikanischer Serienmörder
- 1989: Siegfried Wischnewski, deutscher Schauspieler
- 1990: Araken, brasilianischer Fußballspieler
- 1993: Henry Abel Smith, britischer Offizier und Gouverneur von Queensland
- 1993: Karl Larenz, deutscher Zivilrechtler und Rechtsphilosoph
- 1993: Thurgood Marshall, US-amerikanischer Jurist und Bürgerrechtler
- 1993: Uğur Mumcu, türkischer Journalist und Schriftsteller
- 1994: Yves Navarre, französischer Schriftsteller
- 1994: Helene Reschovsky, österreichisch-amerikanische Mathematikerin
- 1995: Erhard Agricola, deutscher Sprachwissenschaftler und Schriftsteller
- 1995: Edward Colman, US-amerikanischer Kameramann
- 1997: Hermann Auer, deutscher Physiker
- 1997: Domenico Ceccarossi, italienischer Hornist
- 1998: Justin Tubb, US-amerikanischer Country-Musiker

### 21. Jahrhundert
- 2001: Eduard Schütz, baptistischer Theologe
- 2001: Günther Ziessler, deutscher Schauspieler
- 2002: Elie Hobeika, libanesischer Milizionär und Politiker
- 2002: Igor Kipnis, US-amerikanischer Cembalist

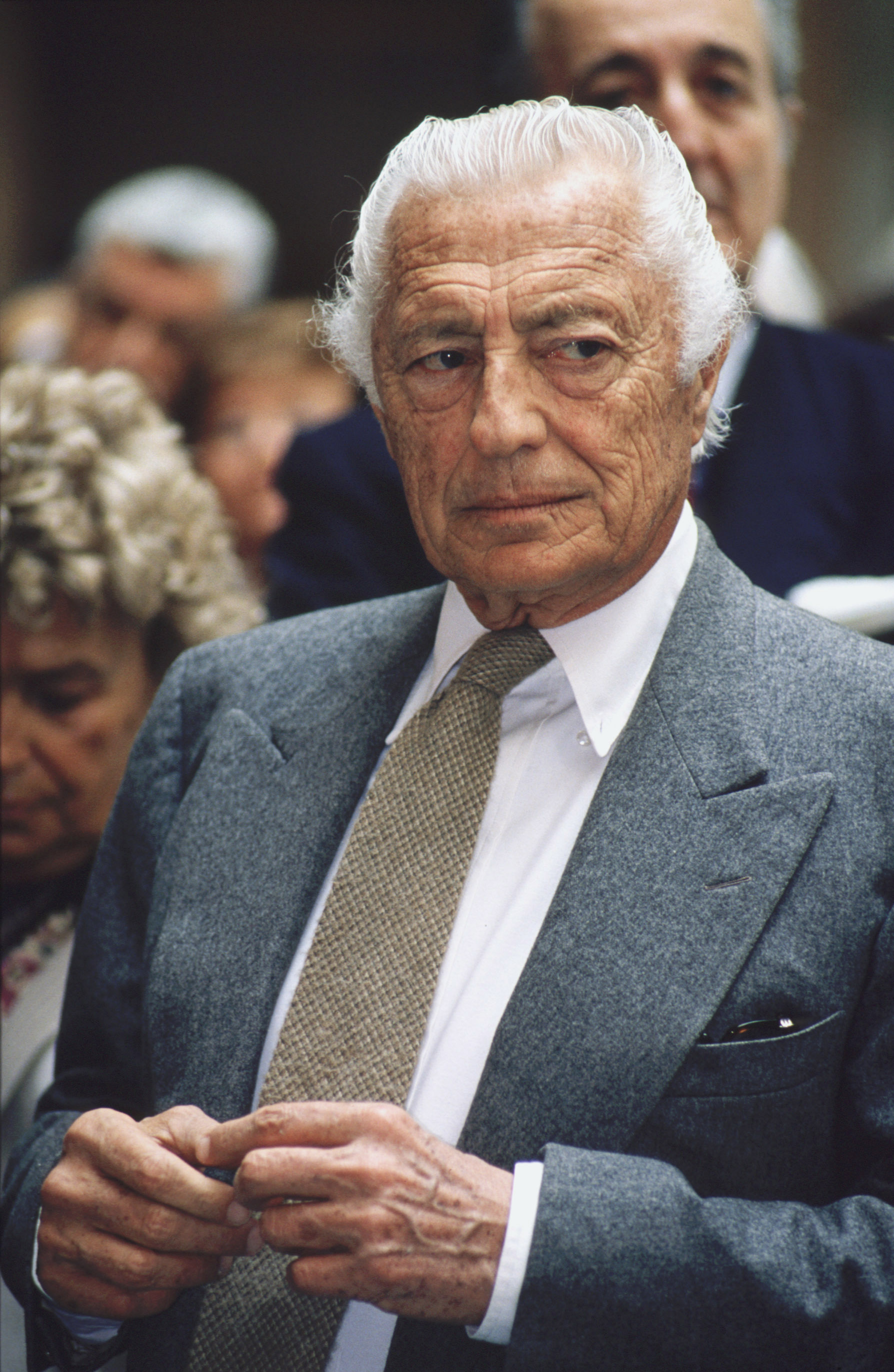
Giovanni Agnelli († 2003)

- 2003: Giovanni Agnelli, italienischer Unternehmer
- 2004: Abd ar-Rahman Munif, arabischer Schriftsteller
- 2004: Leônidas da Silva, brasilianischer Fußballspieler
- 2005: June Bronhill, australische Opernsängerin
- 2006: Zaki Badawi, ägyptischer islamischer Gelehrter
- 2006: Fayard Antonio Nicholas, US-amerikanischer Tänzer, Sänger und Schauspieler
- 2006: Chris Penn, US-amerikanischer Schauspieler
- 2007: Denes Agay, US-amerikanischer Komponist und Arrangeur ungarischer Herkunft
- 2007: Günther Becker, deutscher Komponist
- 2007: İsmail Cem, türkischer Journalist und Außenminister
- 2007: Jean-François Deniau, französischer Schriftsteller, Diplomat, Politiker, EU-Kommissar, MdEP

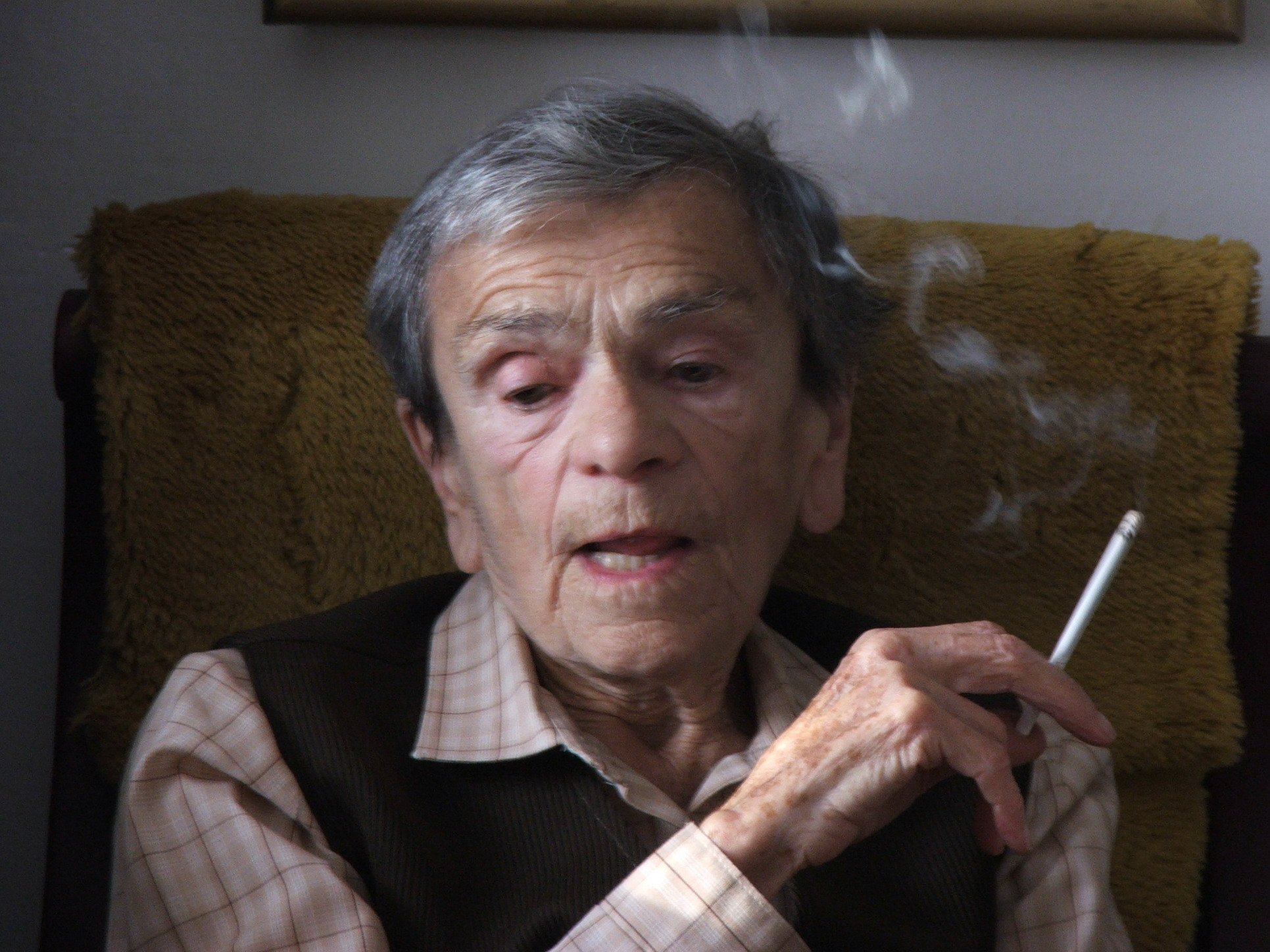
Krystyna Feldman († 2007)

- 2007: Krystyna Feldman, polnische Schauspielerin
- 2007: Adolf Frohner, österreichischer Maler und Grafiker
- 2007: Wolfgang Iser, deutscher Literaturwissenschaftler
- 2007: Walter Kern, deutsch-österreichischer Fundamentaltheologe und Ordensgeistlicher
- 2007: Kurt Weinmann, deutscher Chemiker
- 2008: René Bianco, französischer Opernsänger
- 2009: Fernando Cornejo, chilenischer Fußballspieler
- 2009: Karl Koller, österreichischer Fußballspieler
- 2009: Frank Meyer-Thurn, deutscher Musiker und Produzent
- 2009: Ewald Schmeken, deutscher Historiker und Soziologe
- 2009: Elisabeth von Werthern, Geschäftsführerin der Deutschen Parlamentarischen Gesellschaft
- 2010: Pernell Roberts, US-amerikanischer Schauspieler

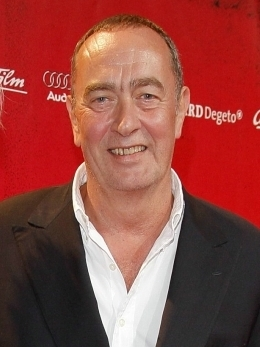
Bernd Eichinger († 2011)

- 2011: Bernd Eichinger, deutscher Filmproduzent, Drehbuchautor und Regisseur
- 2011: Bhimsen Joshi, indischer Sänger
- 2011: Peter-Paul Zahl, deutsch-jamaikanischer Schriftsteller
- 2012: Kurt Adolff, deutscher Automobilrennfahrer
- 2012: Theo Angelopoulos, griechischer Filmregisseur
- 2012: Waldo Dörsch, deutscher Bildhauer
- 2012: James Farentino, US-amerikanischer Schauspieler
- 2012: Vadim Glowna, deutscher Schauspieler, Regisseur, Drehbuchautor und Filmproduzent
- 2012: Gert Hof, deutscher Lichtkunst-Künstler und Regisseur
- 2013: Wolf Euba, deutscher Rezitator, Schauspieler, Regisseur und Autor

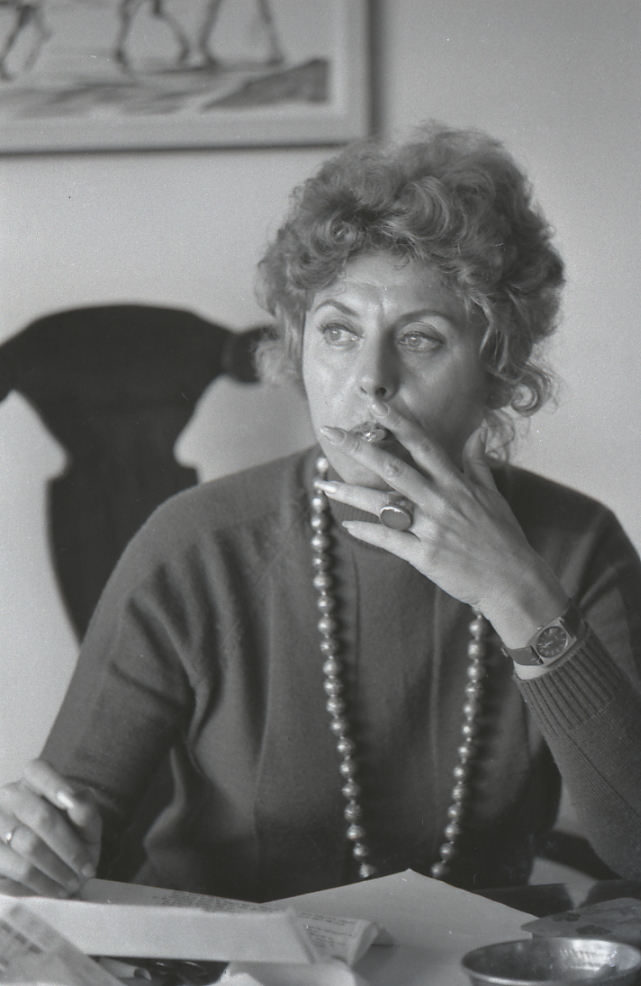
Shulamit Aloni († 2014)

- 2014: Schulamit Aloni, israelische Politikerin und Menschenrechtlerin
- 2015: Otto Carius, deutscher Wehrmachtsoffizier und Panzerkommandant
- 2016: Fredrik Barth, norwegischer Kulturanthropologe
- 2016: Marvin Minsky, US-amerikanischer Forscher auf dem Gebiet der künstlichen Intelligenz
- 2018: Mark E. Smith, englischer Sänger
- 2018: Dirk Spelsberg, deutscher Hörspiel- und Theaterautor
- 2020: Li Fanghua, chinesische Physikerin
- 2020: Pete Stark, US-amerikanischer Politiker
- 2020: Rob Rensenbrink, niederländischer Fußballspieler
- 2020: Wes Wilson, US-amerikanischer Künstler
- 2021: Arik Brauer, österreichischer Künstler
- 2021: Jóhannes Eðvaldsson, isländischer Fußballspieler
- 2021: Eva Eggebrecht, deutsche Ägyptologin
- 2021: Bruce Kirby, US-amerikanischer Schauspieler

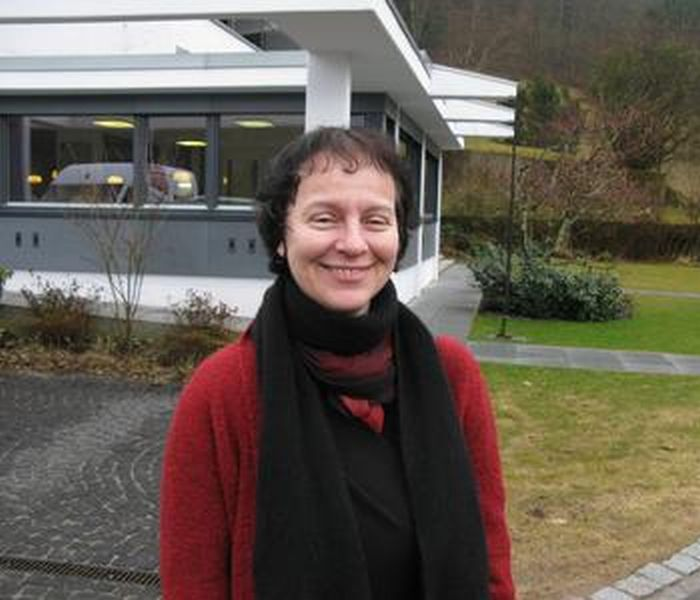
Christine Bessenrodt († 2022)

- 2022: Christine Bessenrodt, deutsche Mathematikerin
- 2022: Szilveszter Csollány, ungarischer Turner
- 2023: Mounir Jelili, tunesischer Handballspieler
- 2024: Işıl Karakaş, türkische Rechtswissenschaftlerin, Richterin am Europäischen Gerichtshof für Menschenrechte
- 2024: Sara Rus, polnische Holocaustüberlebende, Zeitzeugin und Mutter der Plaza de Mayo
- 2025ː Iris Critchell, US-amerikanische Fliegerin und Schwimmerin
- 2025: Jaune Quick-to-See Smith, amerikanische indigene Künstlerin und Aktivistin

## Feier- und Gedenktage
- Kirchliche Gedenktage
  - Hl. Franz von Sales (anglikanisch, katholisch)
  - Erich Sack, deutscher Pfarrer und Märtyrer (evangelisch)
- Namenstage
  - Arn[e/i/o], Franz, Vera, Milena

Weitere Einträge enthält die Liste von Gedenk- und Aktionstagen.